# Fischenich

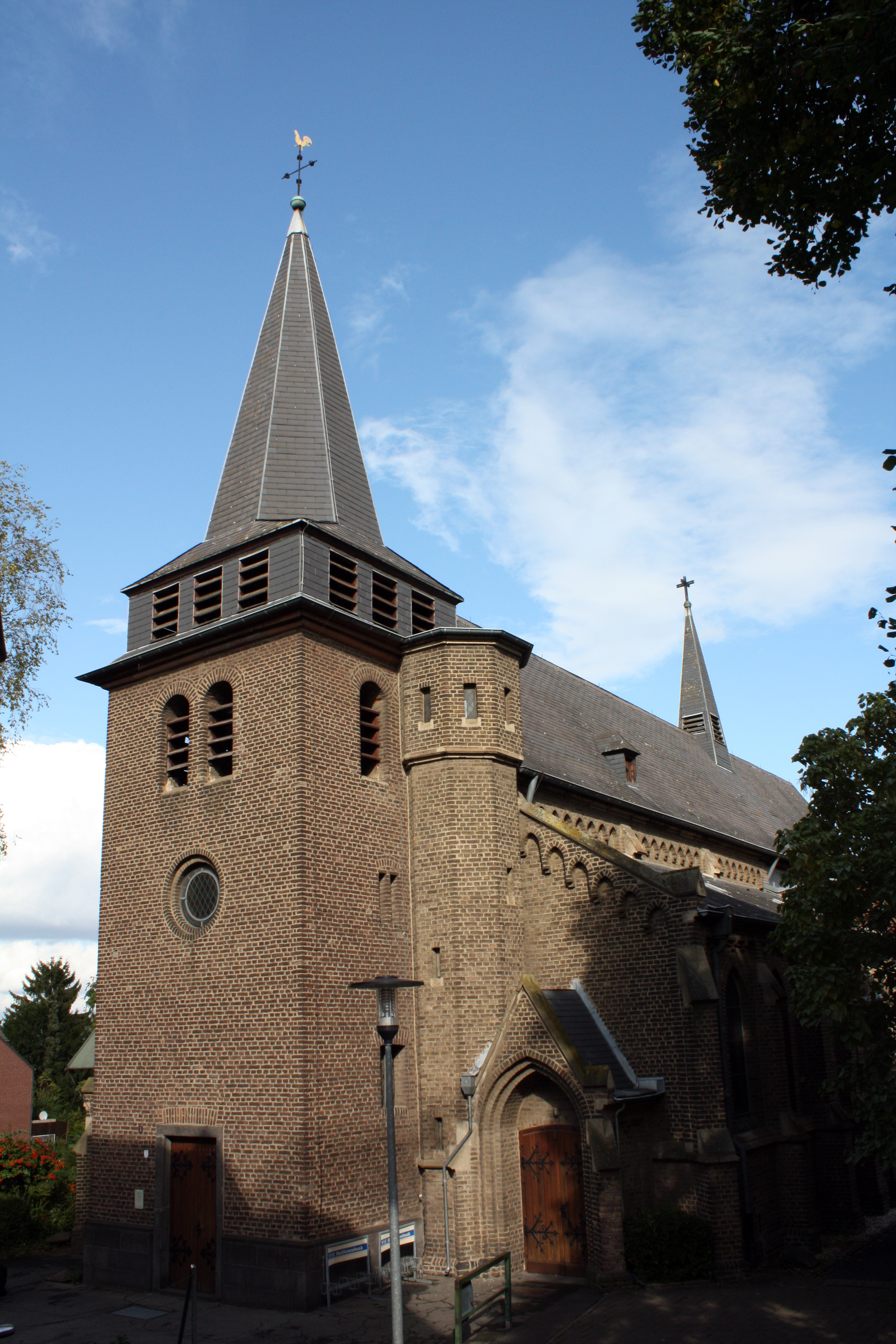
Pfarrkirche St. Martin

Der Ort Fischenich ist ein südwestlich von Köln gelegener Stadtteil von Hürth im Rhein-Erft-Kreis. Die Ortschaft liegt südlich der Stadtteile Hermülheim und Kendenich und grenzt an ihrer Südseite mit dem Weilerhof an den Ortsteil Vochem der Nachbarstadt Brühl. Fischenich hat 5448 Einwohner (31. August 2022).

## Ortsbeschreibung
Am Villehang gelegen, differiert die Höhenlage der Ortschaft zwischen 80 und 130 m über NN. Die alten Höfe am Quellhorizont bewirtschafteten ihre Felder in der vorgelagerten Kölner Bucht. Bis jetzt ist der Ort noch sehr bäuerlich geprägt.
Im Ort sind mehrere historische Hofanlagen erhalten: Unmittelbar westlich der Pfarrkirche steht ein schönes Fachwerkhaus aus dem 18. Jahrhundert, welches zu dem 1408 von den Kölner Kartäusern erworbenen Kartäuserhof gehörte. Auch die benachbarten beiden kleinen Fachwerkhäuser An St. Martin 4 und 6 gehörten ehemals zum Kartäuserhof. Von dem unterhalb der Kirche gelegenen ehemaligen Fronhof ist das Herrenhaus von 1770 erhalten. Im Mittelalter war der Fronhof Mittelpunkt eines zum Kölner Damenstift St. Maria im Kapitol gehörigen Lehenshöfeverbandes. Kleinere Kotten erstrecken sich bis auf die Villehöhe.

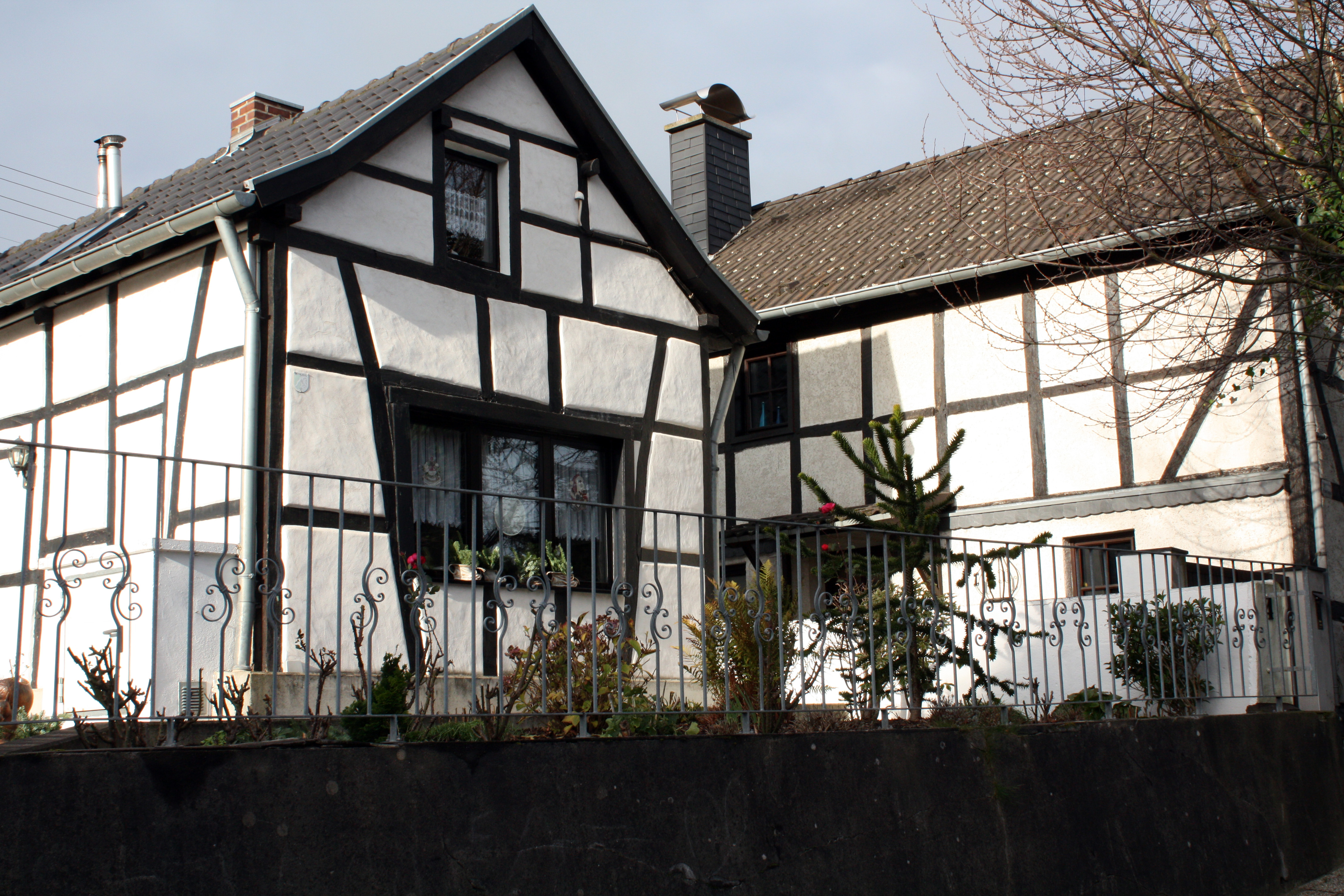
Gesindehäuser des ehemaligen Kartäuserhofes
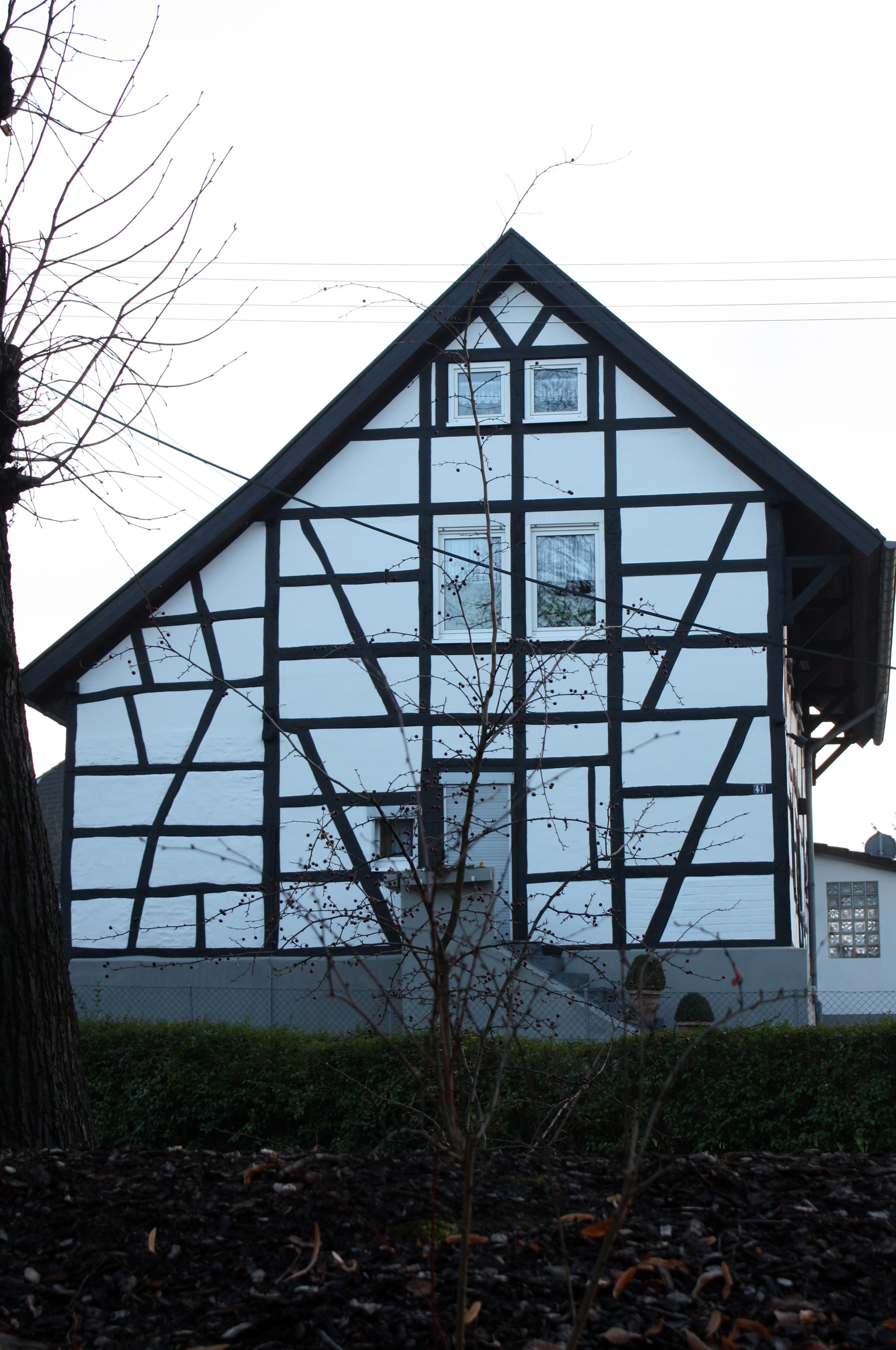
Teil des ehemaligen Kartäuserhofes, oberhalb „An St. Martin“
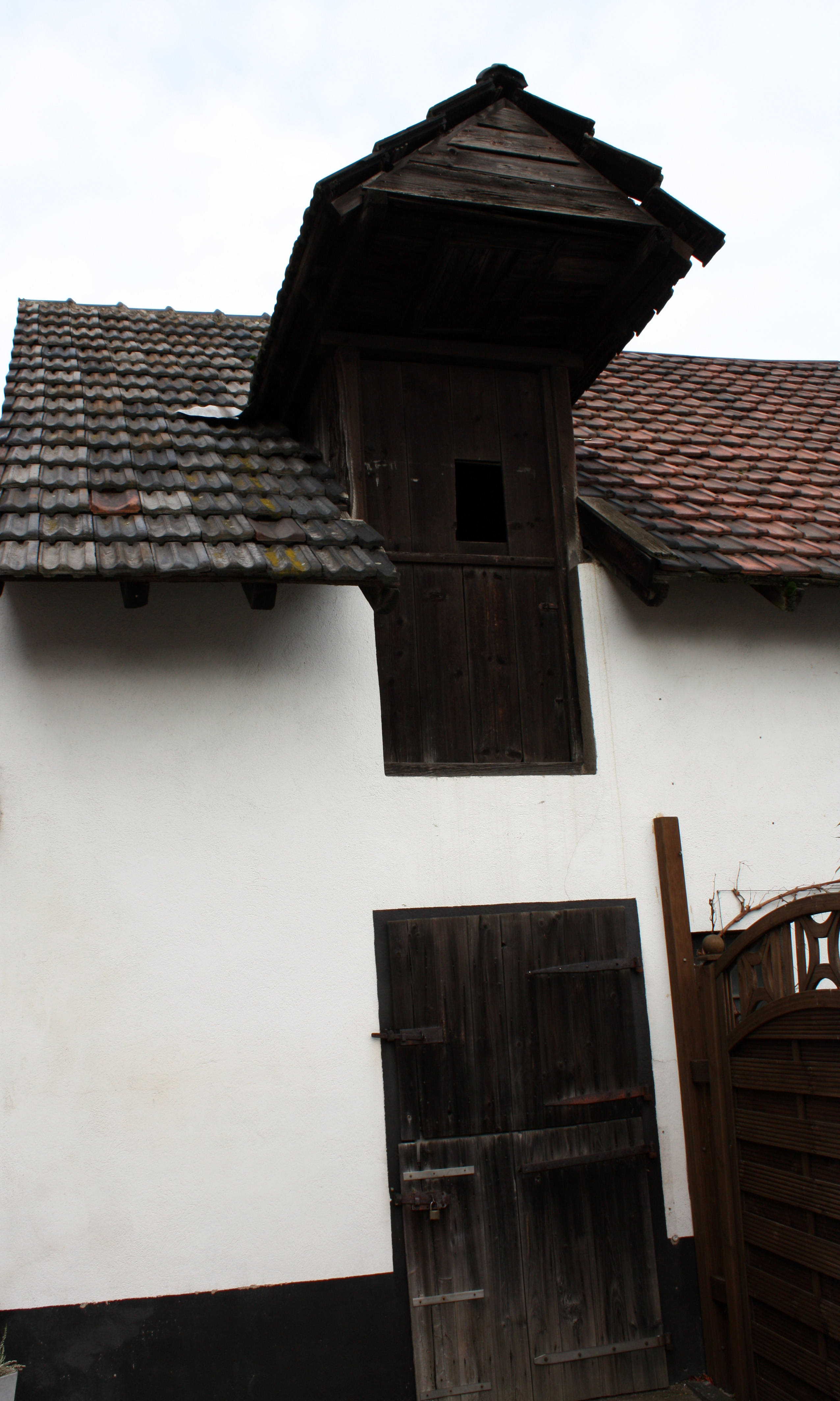
Alte Bausubstanz
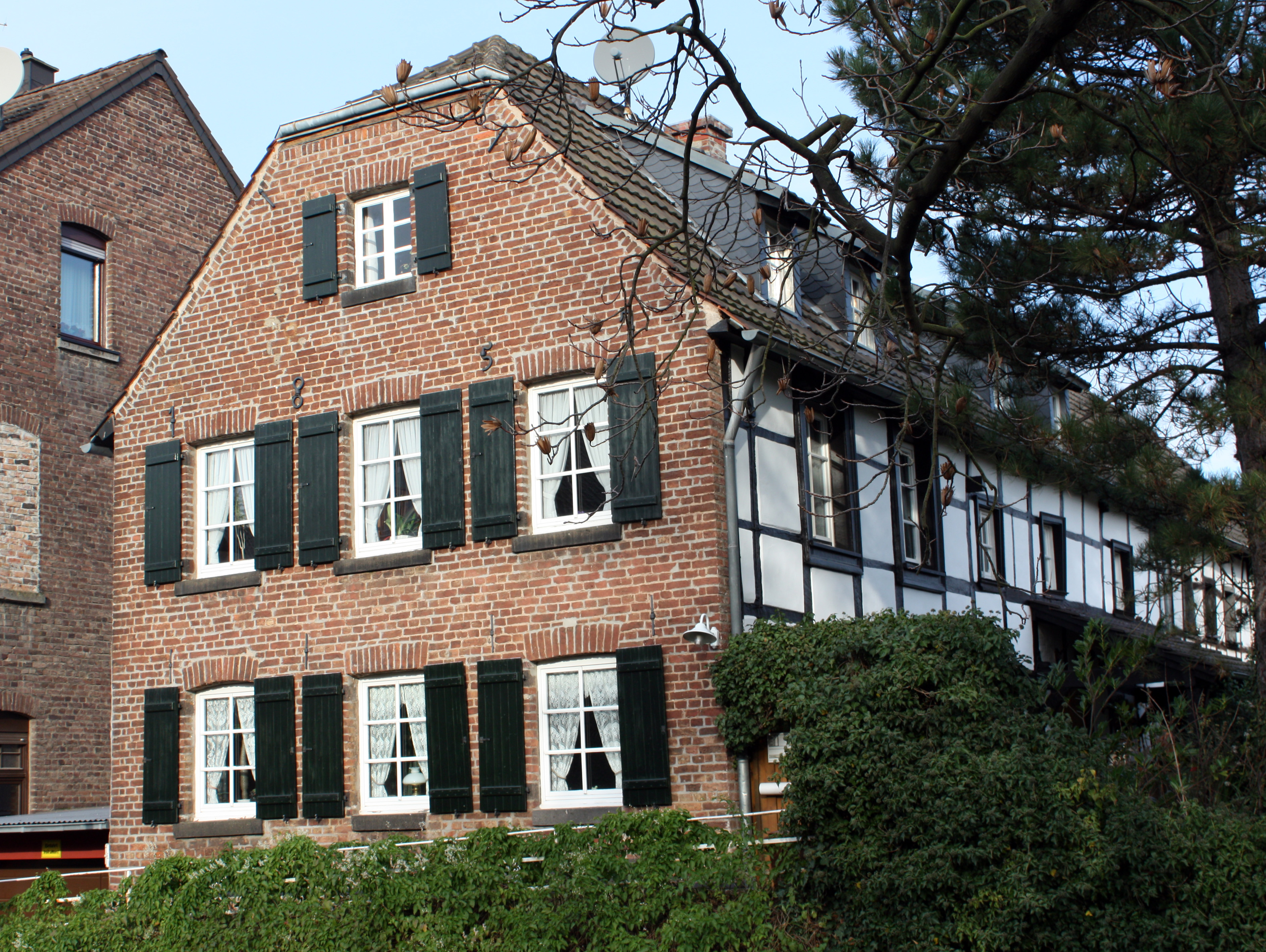
Fachwerk Mitte des 19. Jahrhunderts

Die Bauernsiedlung jenseits der Bonnstraße wurde angelegt, um den mit moderner Landwirtschaft einhergehenden großen Maschinenpark (Traktoren, Anhänger etc.) von den engen und kurvigen Straßen des Ortskernes fernzuhalten. Verschiedene Ortsstraßen erinnern an die Vergangenheit Fischenichs. So erinnert die „Fronhofstraße“ an den ehemaligen Herrenhof, der zugleich auch Gerichtsstand des Hofgerichts war. Auch gab es schon früh eine der Kölner Einrichtung vergleichbare Bauerbank, an die eine Straßenbezeichnung erinnert. Die Straße „An der Markthalle“ erinnert an die ehemals dort stattfindenden Fischenicher Gemüseversteigerungen.

## Geschichte

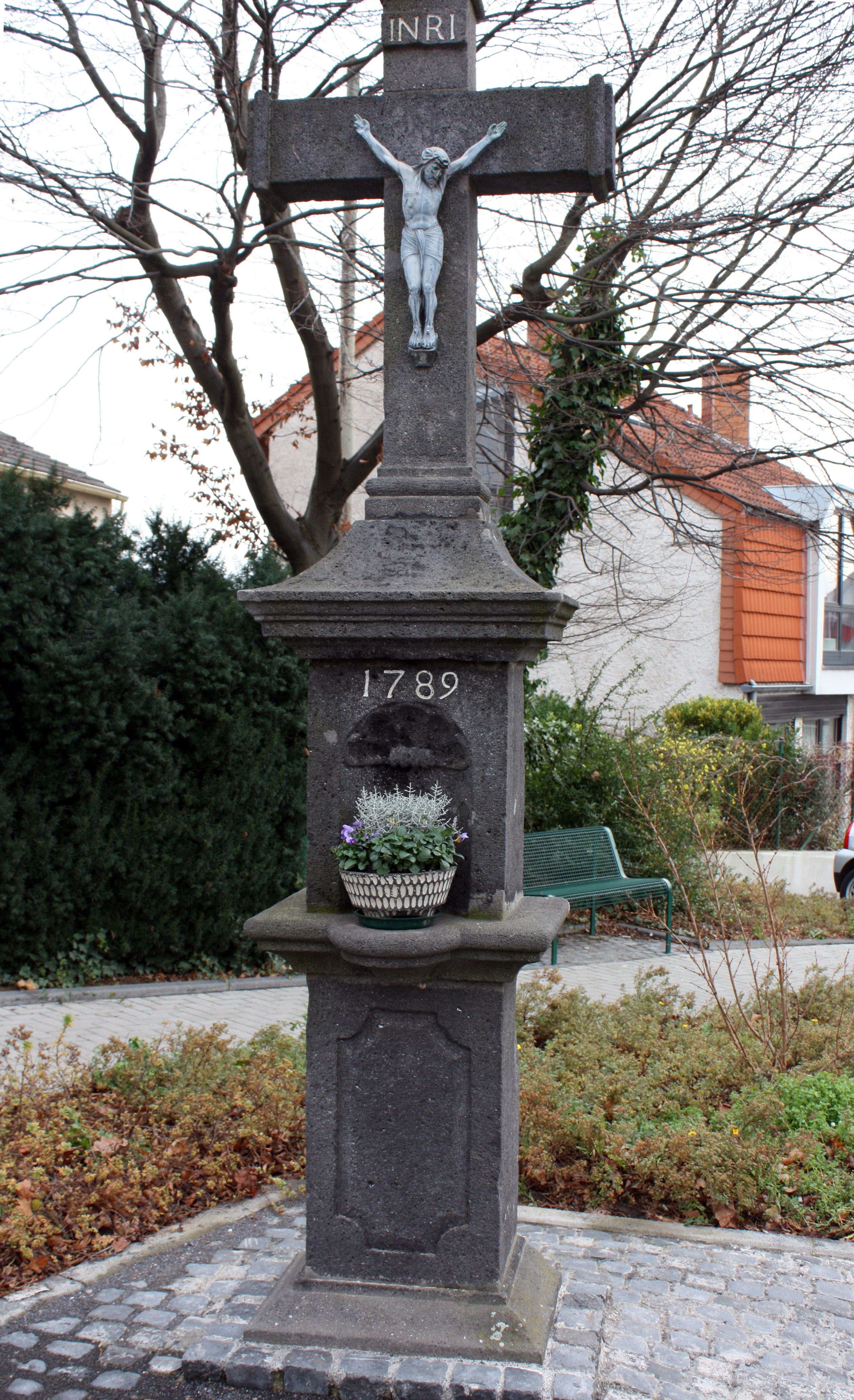
Wegekreuz von 1789

Wie in vielen Ortsteilen der Stadt Hürth hinterließen die Römer auch in Fischenich Spuren. So wurden im Jahr 1874 während des Baus der noch heute durch den Ort verlaufenden Eisenbahntrasse nach Trier „an der Vierzig“ ein römischer Steinsarg, ein Bleisarg und zwei Würfelsärge, diverse Aschekrüge, Tränenfläschchen, Schlüssel und Ringe geborgen. Der Steinsarg wurde später in den Gartenanlagen des ehemaligen Kaiserbahnhofes im Brühler Stadtteil Kierberg aufgestellt. Gebäudereste aus der Nähe dieser Gräber könnten zu der zugehörigen Villa rustica gehört haben.
Im Gebiet des heutigen Fischenich sind im 19. Jahrhundert Trümmerstellen beobachtet worden, die auf die Existenz weiterer Villen hindeuten. Eine davon lag bei der Fischenicher Kirche, ein zugehöriges Gräberfeld wurde 1983 bei der Burg Fischenich ausgegraben. In der Nähe einer schon von Rosellen beschriebenen Fundstelle von römischen Ziegeln und Mauerwerk kamen 2011 an der Platzstraße einige Grabbeigaben des 3. bis 4. Jahrhunderts zu Tage. Nach einer Kartierung der römischen Fundstellen im Kleinraum lagen die Villen im Bereich Fischenich und Kendenich zwischen 300 und 800 m voneinander entfernt. Demnach bewirtschafteten die Gutshöfe in diesem Areal Flächen von ungefähr 50 bis 100 Hektar Land.
Fischenich wird erstmals 696 in einer Urkunde erwähnt, mit der Pippin der Mittlere und seine Frau Plektrudis dem von ihnen begründeten Kölner Damenstift St. Maria im Kapitol Ländereien in Efferen, Stotzheim und in Pisceniacum schenkten. In einer weiteren Urkunde des Erzbischofs Philipp I. von Heinsberg aus dem Jahre 1189 wird ein Otto de Viskenich als Zeuge genannt.
In Burggartenstraße in der Nähe der Burg Fischenich ist ein Steinplattengrab aus frühmittelalterlicher Zeit gefunden worden. Beigaben wurden nicht entdeckt, die Art des Grabbaus in Verbindung mit der Beigabenlosigkeit ermöglicht die Datierung wahrscheinlich ins späte 7. oder 8. Jahrhundert.

### Namensherkunft
Die erste bekannte Bezeichnung des Ortes lautet Pesceniacum. Die Zurückführung auf den lateinischen Ausdruck piscina (für Weiher, Fischteich) liegt angesichts einiger in einer Mulde zwischen Fischenich und Weiler gelegenen Fischteiche nahe. Sie lässt sich jedoch nicht damit in Übereinstimmung bringen, dass diese Teiche in römischer Zeit noch nicht existierten, sondern wahrscheinlich erst von den Kartäusermönchen angelegt wurden. Eine weitere Theorie zur Herleitung des Ortsnamens beruht auf der Annahme, bei dem Ort habe eine piscina limaria, ein Sammelteich der Eifelwasserleitung, bestanden. Bei der von Robert Wilhelm Rosellen favorisierten Herleitung der Bezeichnung Fischenich ist ein im Ort ansässiger Römer Pescennius der Namensgeber des Ortes.
Unter germanisch-fränkischem Einfluss ist eine Wandlung des Ortsnamens in Vishkenich, so beurkundet 1189, zu verzeichnen. Später sind die Bezeichnungen Vissenich (1351) und Visschenich (1476) beurkundet.

### Burg Fischenich

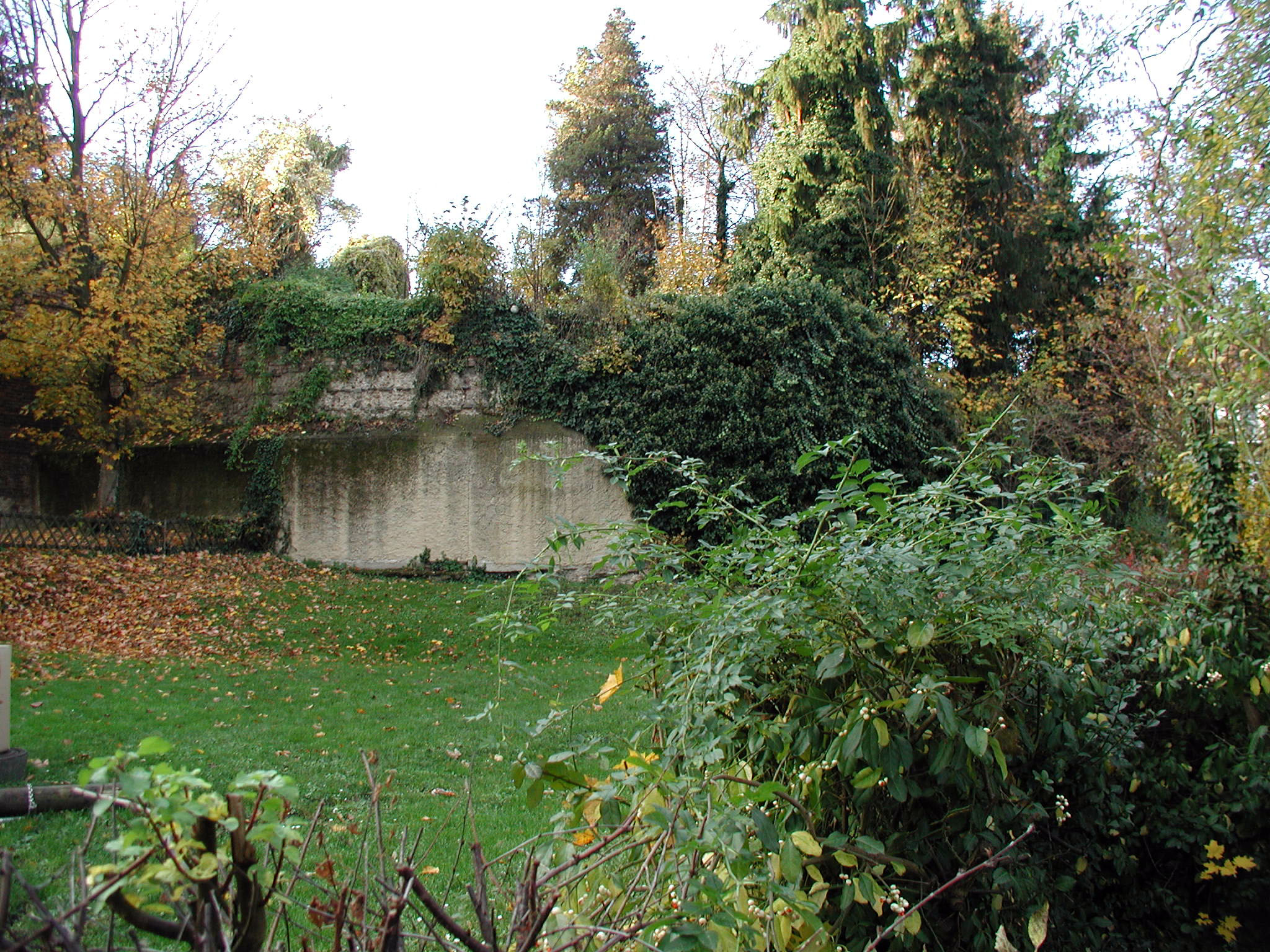
Burgruine, Gennerstraße

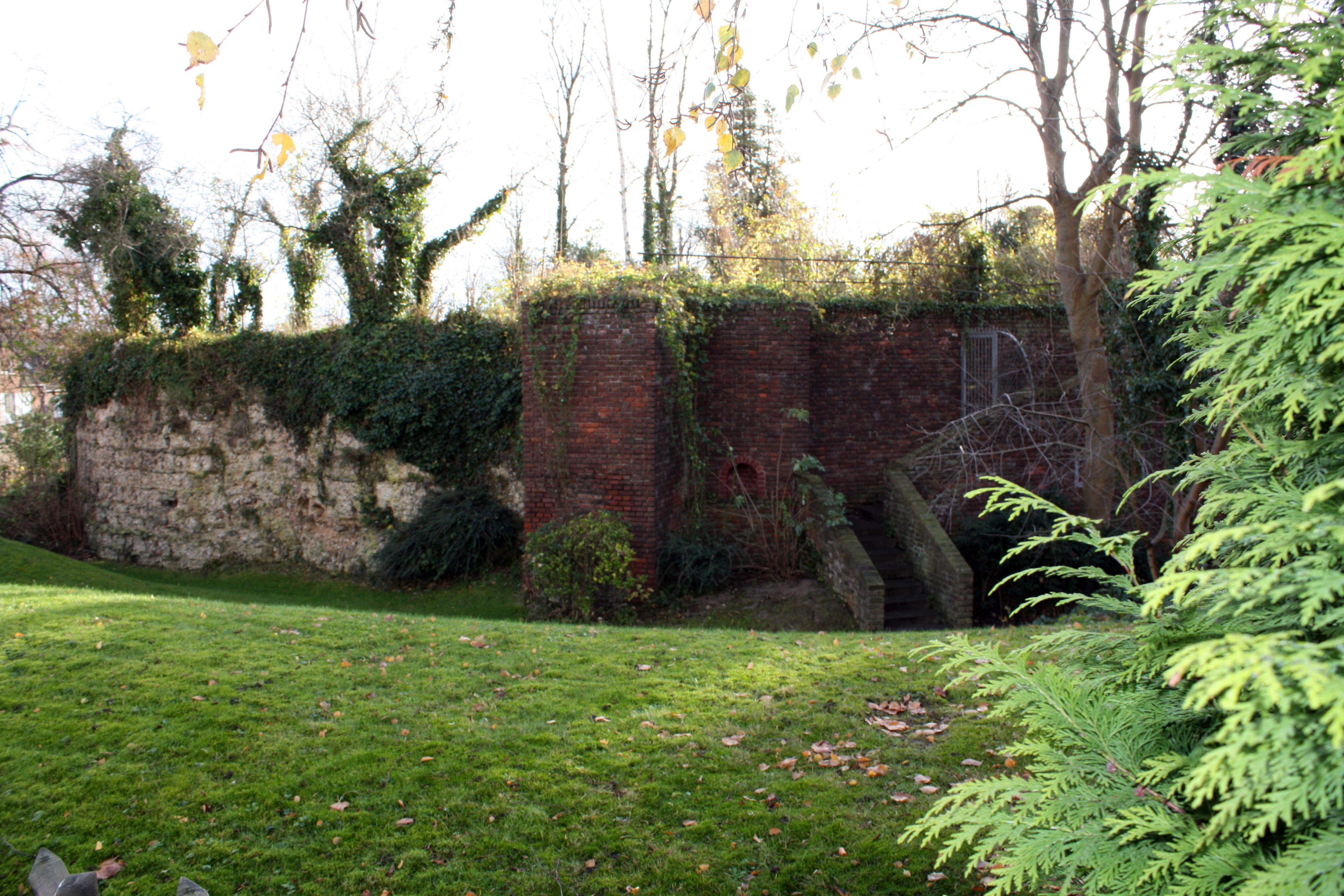
Burgruine, Augustinerstraße

Die Burg Fischenich, ehemals ein ovaler Rundbau mit vier Türmen, war teilweise aus Gussbetonblöcken der römischen Wasserleitung errichtet worden. Das Bauwerk wurde bereits im Truchsessischen Krieg 1584 zerstört und ist seitdem eine Ruine.
Die Ruine der Burg des 12. bis 13. Jahrhunderts liegt zwischen der Genner-, Augustiner- und Jakobstraße am Hang mitten in der Ortschaft. Sie gilt als die älteste erhaltene Rest-Burganlage unter den zahlreichen Wehranlagen des Vorgebirges zwischen Köln und Bonn. Sie stellt eines der wichtigsten Zeugnisse hochmittelalterlichen Burgenbaus im Rheinland dar.

#### Wappen der Burgherren
Vom frühen Mittelalter bis in die Hälfte des 16. Jahrhunderts waren die von Fischenich eines der stärksten Rittergeschlechter im westlichen Vorland Kölns. Die mit vielen anderen Adelshäusern verwandten „Herren von Vischenich“ dienten dem Kölner Erzbischof im 12. und 13. Jahrhundert oftmals als Ministeriale.

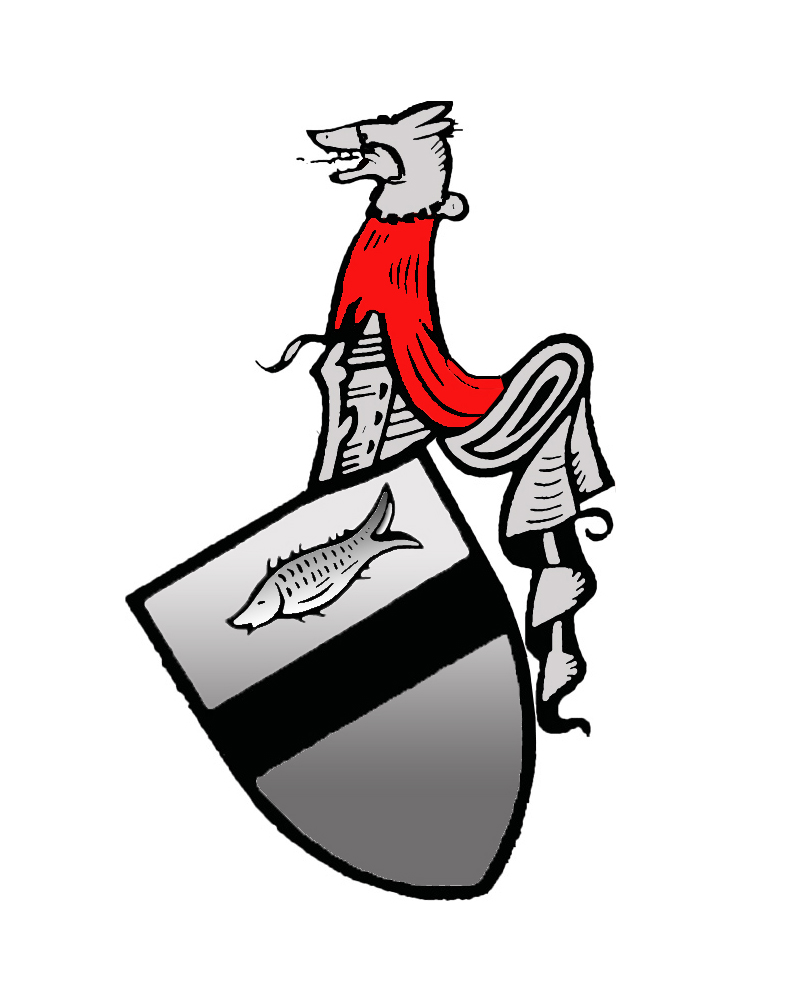
Wappen derer von Vischenich (Reproduktion)

- Wappen derer von Fischenich (Kurkölnischer Uradel)

Ein auf silbernem Grundbefindlicher schwarzer Balken, über dem ein gleichfarbiger Fisch dargestellt ist. Auf dem Helm mit schwarzsilberner Decke erhebt sich ein silberner, rot betuchter Hundekopf mit schwarzem Halsband.
Die einzelnen Linien des Geschlechts (z. B. Zündorf, Kreuzberg an der Ahr) führten verschiedene Varianten.

#### Burgherren zu Fischenich
In den Regesten des Kölner historischen Archives finden sich zu den Herren von Fischenich einige Hinweise. So wird 1276 „Winrich von Vischenich“ anlässlich der Hochzeit eines „Theoderich Raitz“ erwähnt. 1309 machte Ritter Contze (Conrad) von Vischenich Fischenich zum Lehen des Erzstiftes Cöln. Um 1320 war er mit dem Erzbischof (Heinrich II. von Virneburg) wegen Brühl in Fehde. 1339 wird der Ritter Wilhelm von Vischenich erwähnt, er besaß mehrere Häuser am „Ehrenthore zu Cöln“.
Um 1460 wird als Burgherr ein „Daem von Vischenich“ angeführt, er wurde auch von Bell genannt, da er ebenfalls Herr des Rittergutes Horbell war. Die Herren der Burg Fischenich waren trotz ihrer Zugehörigkeit zum Herzogtum Jülich qualifizierte Vertreter der Kölner Ritterschaft und als solche neben dem Domkapitel im Kurkölnischen Landtag stimmberechtigt.
Ein Andreas von Vischennich genannt Bell war 1496–1501 Drost des Amtes Krickenbeck im Herzogtum Geldern.
Zur Burg Fischenich gehörte der Burghof mit einem freien Grundbesitz von 250 Morgen Land. Außerdem besaßen die Ritter oder Junker von Fischenich nachweislich schon im 13. Jahrhundert mehrere Landgüter vom Stift St. Maria im Capitol, für welche sie drei Geschworene zu stellen hatten und jährlich 17 Schillinge sowie 1 ½ Malter Korn an den Frohnhof abführen mussten.
An der Nordseite der im Jahr 1890 abgebrochenen alten Kirche soll unter der als „Marienchörchen“ bezeichneten damaligen Nordkonche eine Gruft freigelegt worden sein, in der in früher Zeit die Ritter von Fischenich bestattet wurden.

#### Kloster St. Josef

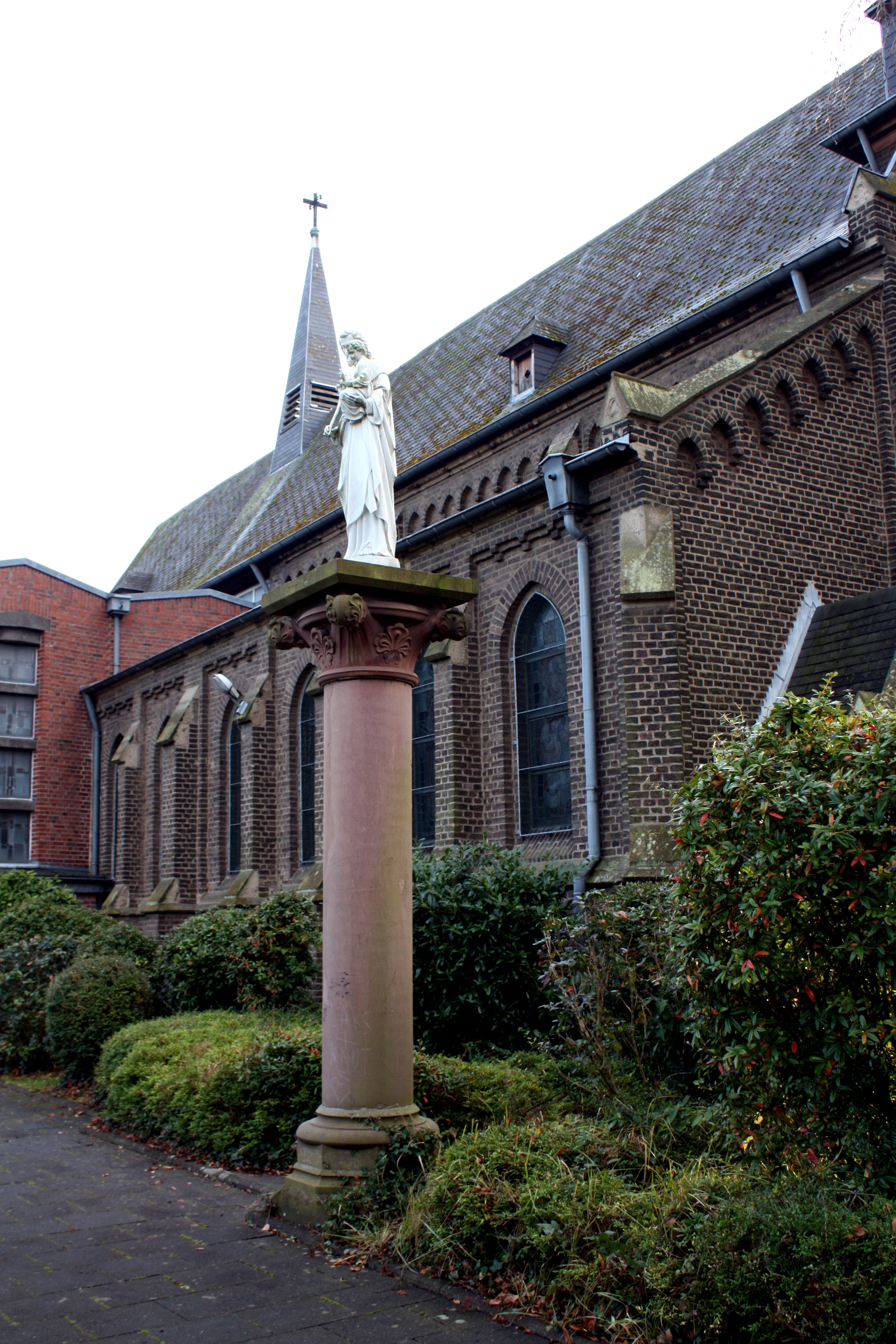
Statue des hl. Josef mit Kind

1906 kaufte der Orden der Cellitinnen in Köln das Burggelände, um dort eine weitere Niederlassung zu gründen. Schon 1907 eröffneten die Schwestern das St. Josefhaus. Die Einrichtung diente der Gemeindepflege, später als Altenheim und stellte von 1922 bis 1933 Räumlichkeiten zur Unterbringung einer Volksschulklasse zur Verfügung.
Das St. Josefhaus war von 1943 bis 1959 Ersatz des kriegszerstörten Kölner Mutterhauses der Schwestern. Im Jahr 1970 wurde das Kloster in Fischenich aufgelöst und sein dortiger Besitz verkauft.
Heute wird die Burgruine karreeartig und fast vollständig von aneinandergereihten Häusern umschlossen. Die Anordnung der zwei- bis dreigeschossigen, in rotem Backstein errichteten Häuser ermöglicht nur an zwei Stellen einen Blick auf die Reste der Fischenicher Burg. Eine ehemals im Kloster aufgestellte Statue des hl. Josef mit Kind steht heute an der Kirche auf einer hohen Säule. Die Skulptur hat den Blick auf das ehemals am Hang gegenüber der Kirche liegende Gelände des Klosters gerichtet.

#### Heutiger Bestand

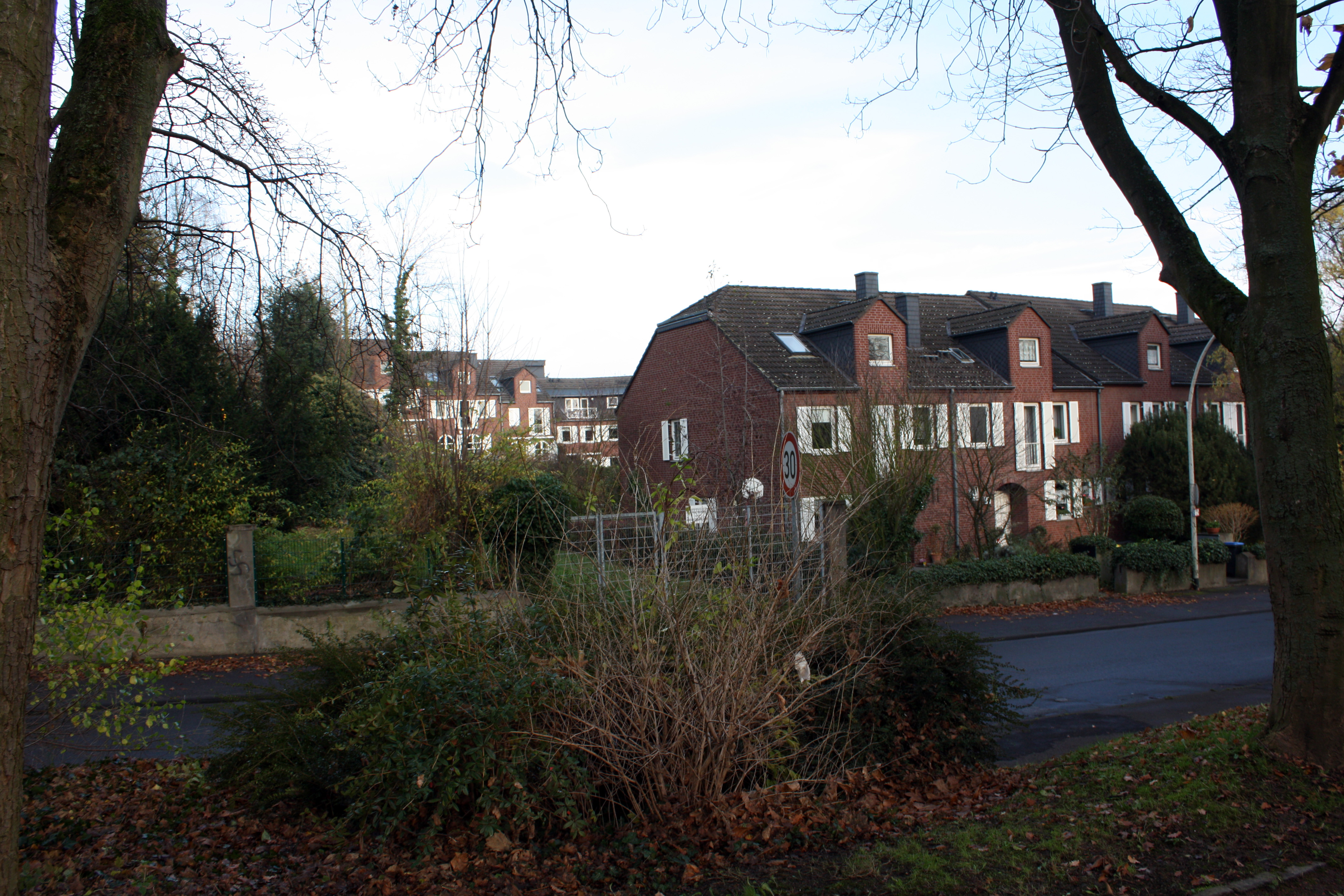
Heutiges Burggelände

Der Burgrest stellt eine ringförmige mit Graben umgebene Anlage dar, deren umgebende Ringmauer in einer Höhe von sechs bis zehn Metern erhalten ist. Die Burgmauer wurde zumindest teilweise aus Gussbetonblöcken der römischen Wasserleitung erstellt, die in der Nähe am Fuße des Vorgebirges verlief. Der Römerkanal war im Mittelalter ein beliebter Steinbruch, dessen Material sich bei vielen alten Bauwerken entlang seines Verlaufes wiederfindet. Vor allem auf der Nordseite zur Augustinerstraße hin, von wo aus die Ruine zugänglich ist, sind die Gussbetonblöcke aus opus caementitium deutlich zu sehen, denen auch noch der beim Bau der Wasserleitung verwendete rötliche Wasserputz mitsamt einer Kalksinterschicht anhaftet.

### Gericht der Herrlichkeit Fischenich

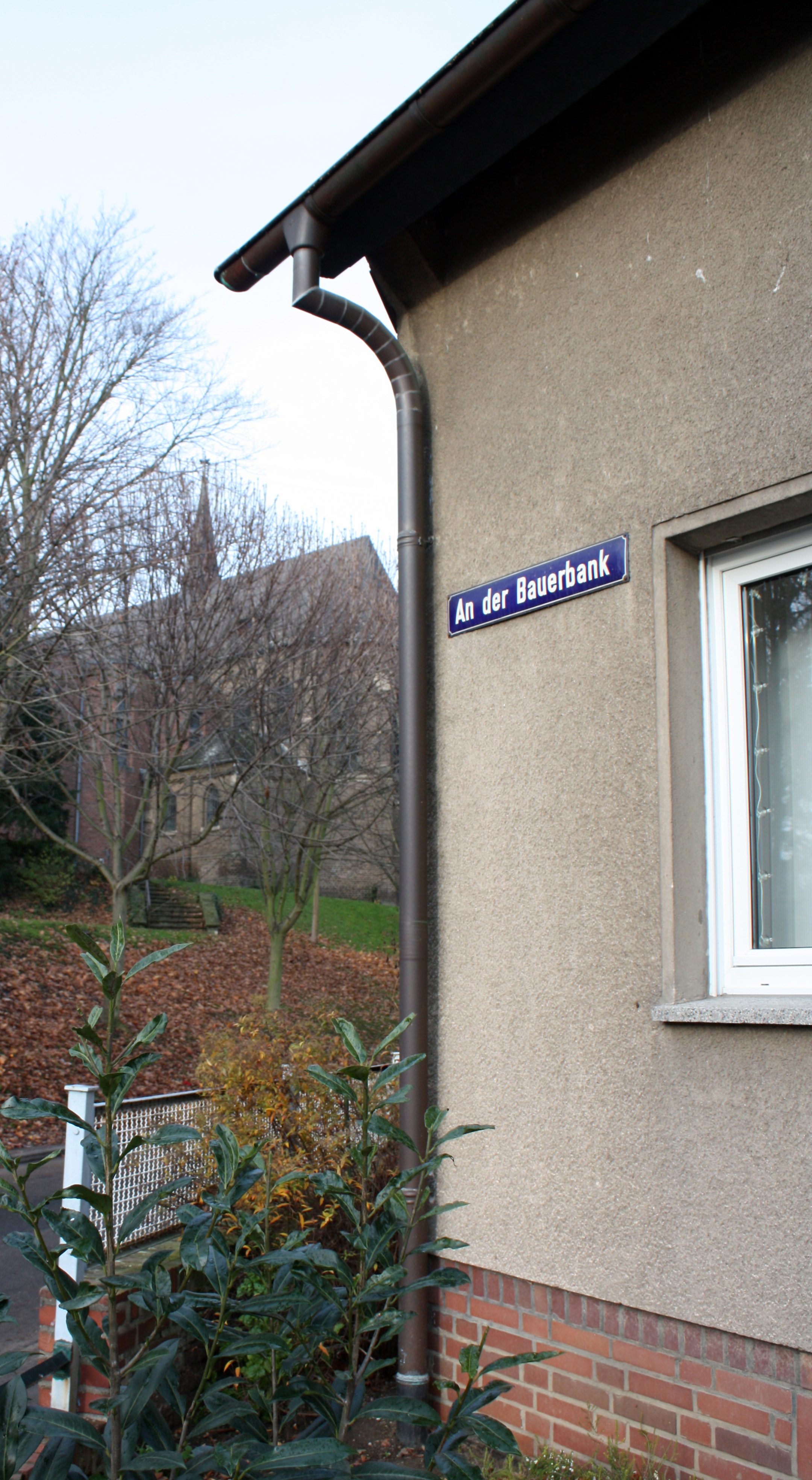
An der Bauerbank

Die Orte, die den „Jülichern“ unterstanden, also auch die Herrlichkeit Fischenich mit einer Fläche von 690 ha, gehörten zum Amt Bergheim. So unterlagen Verwaltung und Rechtspflege dem Herzogtum Jülich-Berg. Die niedere Gerichtsbarkeit, die sich aus dem Schultheißen, dem Gerichtsschreiber und den Schöffen zusammensetzte, war mit den Dingen vor Ort betraut. In Fischenich gab es neben dem Hofgericht, welches auf dem Fronhof des Rittersitzes tagte, auch eine Bauerbank. Diese war eine Gerichtsform, die sich speziell um die Belange der Kleinbauern kümmerte.
Im Landesarchiv NRW, unter der Nr. 1096 E für die Jahre 1423–1506, finden sich Belege über die am Gericht Fischenich verhandelten Streitfälle. Darin:
Johann und Sander von EFFERN gegen Rabot von PLETTENBERG (Forderung am Gericht FISCHENICH), 1497;

### Fronhof

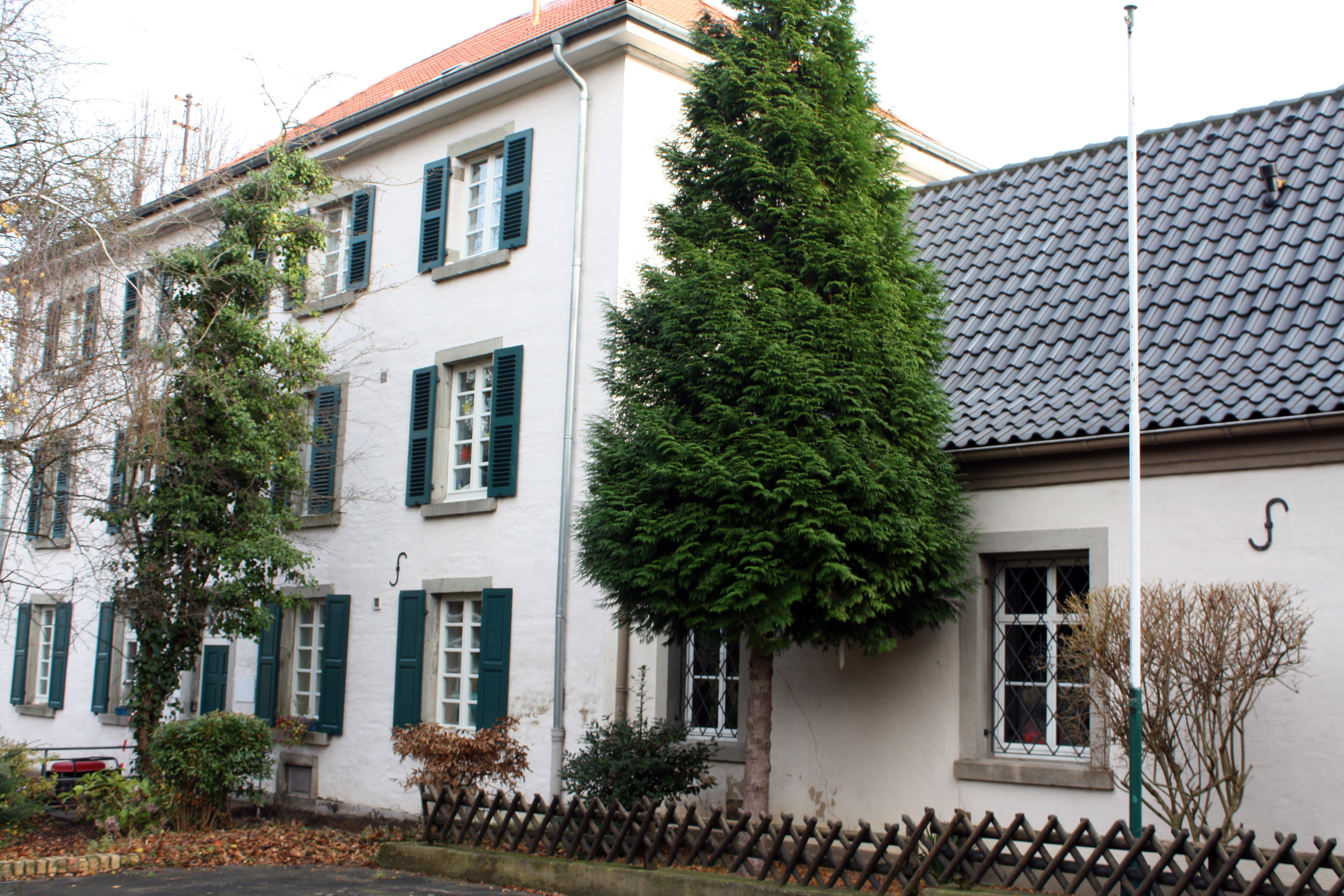
Ehemaliges Herrenhaus des Fronhofes (1770)

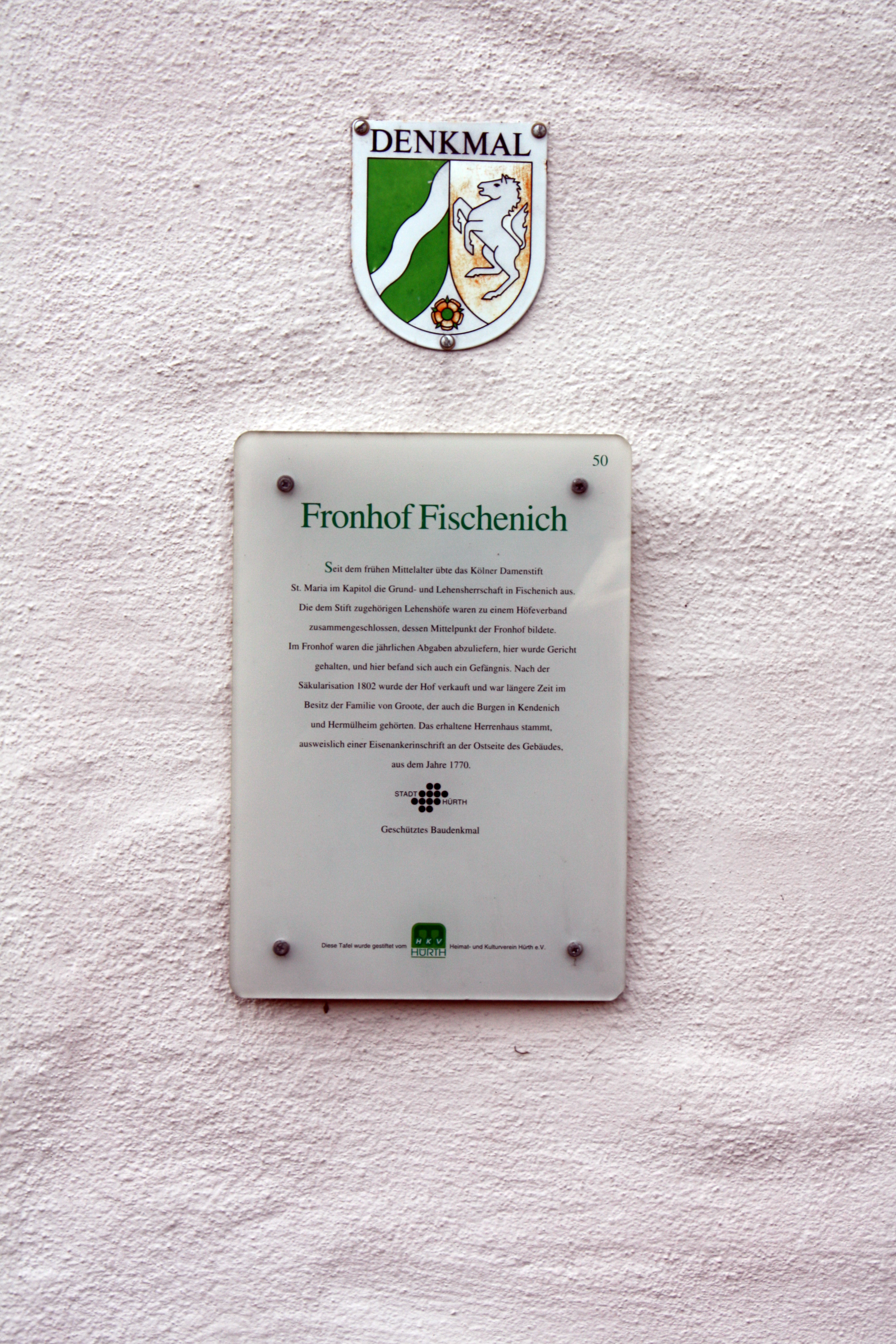
Info der Stadt

In der Regel wurde der Hof mit seinen Ländereien (Äcker, Weingärten und Wald) für den Zeitraum einer Dekade verpachtet. Danach wurden mit dem verbliebenen oder neuen Pächter die Bedingungen, wie Zeitraum und Pachtzins (eine Mischung von Naturalien und Geld) etc., neu verhandelt und festgelegt.
So ging der Fronhof 1351 für zwölf Jahre an den Knappen „Gerhard von Zudendorpe“ (wahrscheinlich aus Zündof) in Pacht. Er hatte jährlich 137 Malter Korn und weitere Zusatzleistungen zu erbringen: Zur Zeit der Weinlese hatte er den Dienstleuten Logis zu geben. Als Kost hatte er ihnen ein Schwein von 3 Schillingen Wert sowie einen Schafbock im Wert von 12 Denaren und einen Malter Weizen zu überlassen. Den „Huisgenossen“ (Hausgenossen) hatte er 7 ½ Mark zu zahlen und dem Förster zu Weihnachten 4 Schillinge. Für die Viehzucht der Gemeinde waren ein Stier sowie ein Eber bereitzustellen. Der Pächter hatte bei Bedarf dem Landesherrn zu dienen und alle Belange der Äbtissin zu achten.
1539 pachtete Johann von Beyen den Hof. Auch er hatte die Pacht auf zwölf Jahre, hatte 92 Malter Korn und 26 Malter Weizen zu liefern und auch die oben angeführten Bedingungen einzuhalten. Diese Modalitäten veränderten sich in der Folgezeit nur geringfügig.
Nach einer Beschreibung aus dem Jahr 1695 gehörten zum Fronhof inklusive der Weingärten 351 ½ Morgen Land und 8 Morgen Wald. Für ein 1769 durch den Kölner Baumeister „Frey“ neu errichtetes Wohnhaus wurde eine Summe von 1225 Reichstalern gezahlt. 33 Jahre später wurde der 1802 säkularisierte Frohnhof mit 64,5 ha Land am 4. April 1807 durch die französische Domainen-Verwaltung an den Advocat Général Heinrich Gottfried Wilhelm Daniels für 54 000 Francs versteigert. Der Hof blieb in dessen Besitz bis zu seinem Ableben, 1827. Es folgten Besitzwechsel durch Heirat und Vererbung, letzter Besitzer des Hofes ist nach den Aufzeichnungen „Rosellen“s, die Familie von Groote zu Köln.
Im Jahr 1951 erwarb die Gemeinde die Liegenschaft von den Erben der Familie Max Volkers und Maria, einer geborenen von Groote.

### Franzosenzeit

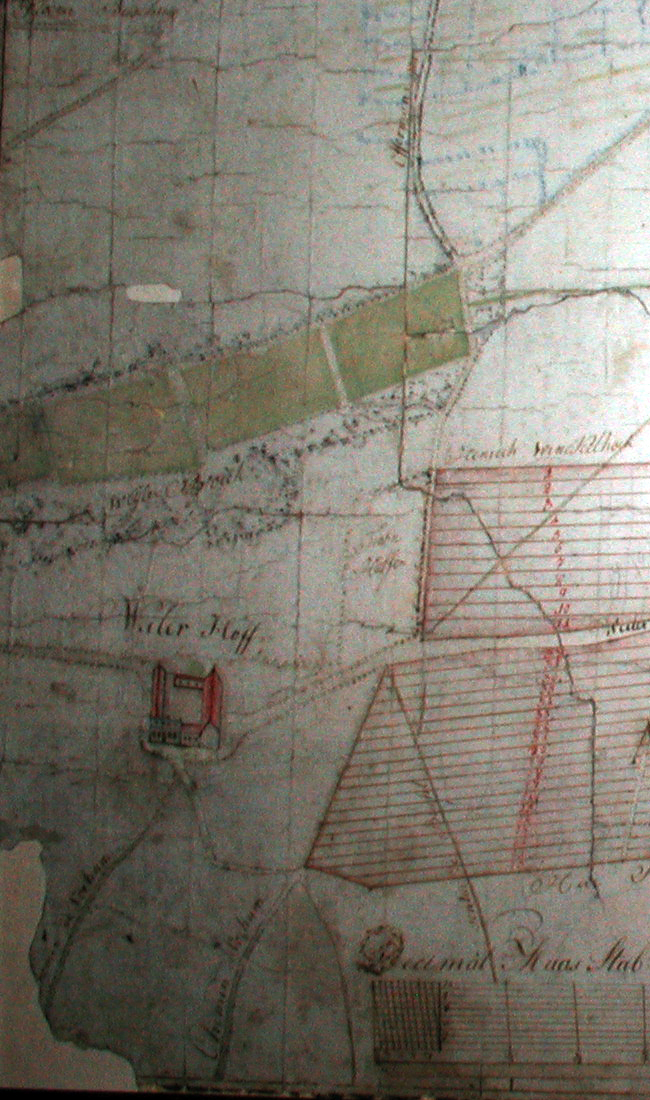
Flurkarte um 1800. Südlicher Ortsbereich mit Fischteichen und Weilerhof

Ab dem 30. Juni 1802 wurde während der Franzosenzeit ein Gesetz wirksam, mit dem der im Kanton Brühl liegende Ort Fischenich mit Weilerhof, der Bürgermeisterei (Maire) Hürth, mit Sitz in Hermülheim, unterstand. Die bisherigen Gerichtsbarkeiten der „Herrlichkeit Fischenich“, die des „Fronhofes“ und der „Bauerbank“ waren Vergangenheit. Für alle zivilen und strafrechtlichen Belange war nun ein einheitlicher Gerichtshof in Köln zuständig. Auf dem Gebiet des Schulwesens ergingen neue, die allgemeinen Schulbildung fördernde Bestimmungen. Ein geändertes Erbrecht ermöglichte nun auch die Aufteilung großer Höfe. Der Wegfall von einschränkenden Verfügungsmöglichkeiten bei Grund- und Bodenbesitz führte zur Teilung alter Höfe, und dem Entstehen neuer, kleinerer bäuerlicher Betriebe. Dies hatte zur Folge, dass mit der Zeit kleine Ortschaften wie Fischenich, deren Einwohnerzahl über das ganze Mittelalter hinweg fast konstant geblieben war, anwuchsen.

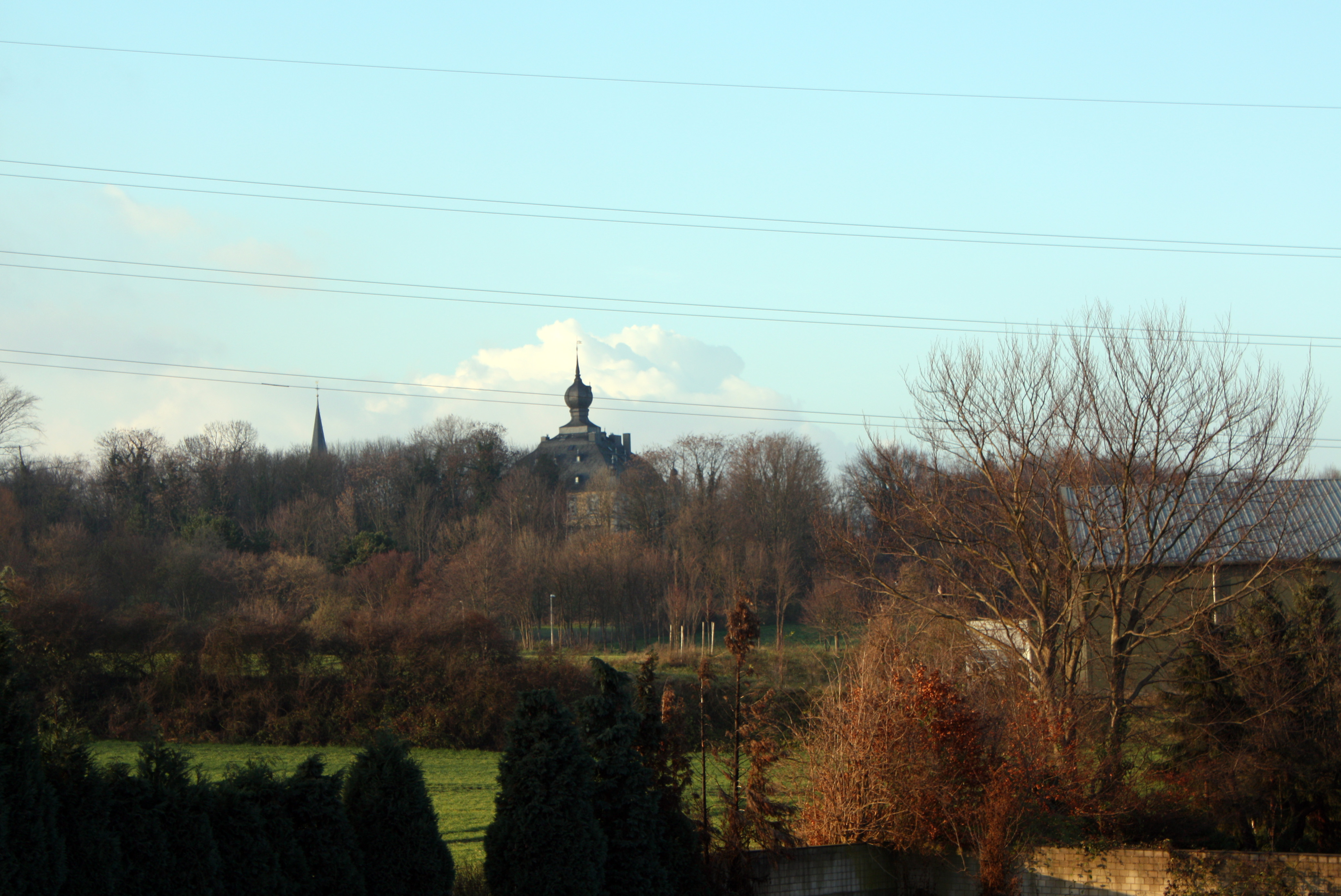
Blick über Fischenicher Ackerhänge zum Nachbarort Kendenich

1814 ging mit dem Einzug Blüchers ins Rheinland die dortige französische Besetzung mit Plünderungen der abziehenden Soldaten zu Ende. Es kam jedoch neuer Schrecken über die Bewohner der Gemeinde. Die im Gefolge der Preußen anrückenden Kosaken zerstörten die noch vorhandenen Weingärten (oft auch Wingert genannt, heute noch eine Straßenbezeichnung in Alt-Hürth) der Ortschaften (ältere Fischenicher berichten, dass die heutige Straße „An Kirchberg“, „Weingartenstraße“ hieß), wobei der Nachbarort Kendenich mit größeren Rebhängen, am stärksten betroffen wurde.

### Weilerhof

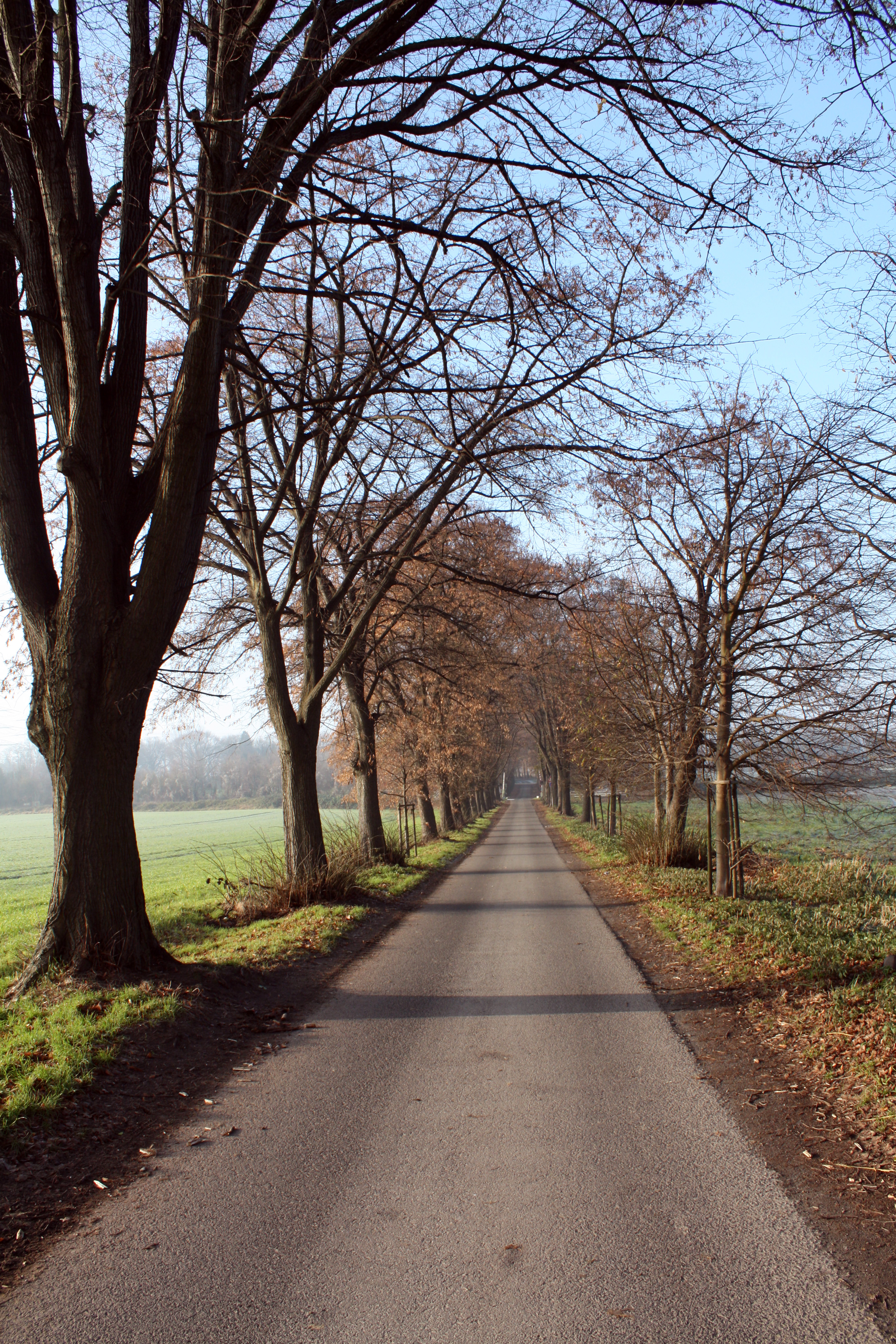
Alleezufahrt Weilerhof

Ganz an der Stadtgrenze zu Brühl-Vochem im Süden des Ortes liegt der bis zur Säkularisation abgabenfreie Weilerhof, der im Jahr 1802 mit Fischenich zur Bürgermeisterei Hürth kam.
Das Gelände des Hofes soll nach urkundlich belegten Funden schon zur Römerzeit besiedelt gewesen sein. Neben einer Anzahl von kleineren Gehöften (wahrscheinlich von Halfen bewirtschaftet) soll hier bereits zu Anfang des 14. Jahrhunderts das Herrenhaus des Gutsbesitzers „Godescalcus de Wilre“ gestanden haben.
Zu dieser Zeit (ab 1300) erwarben Kölner Kartäuser nach und nach große Ländereien und Waldstücke im Umfeld des Weilers. Von der Hofanlage, die spätestens 1407/08 ebenfalls im Besitz der Mönche war, wird berichtet, dass sie mehrmals zerstört, aber immer wieder aufgebaut wurde. Letztmals wird von einer Zerstörung im Mai 1586 durch truchsessische Truppen berichtet, denen zwei Jahre zuvor schon die Fischenicher Burg zum Opfer fiel. Im Jahr 1587 wurde der Weilerhof für 4298 Mark wieder aufgebaut.
Aus der Zeit um 1730 stammt ein etwa 5 Meter hohes Wegekreuz des Weilerhofes. Das wertvolle Kreuz steht unter einer Gruppe alter Linden an der Südseite der heutigen Hofanlage. In harmonischer Gliederung teilt sich das Kreuz in drei Bereiche:
Der Kreuzbalken mit dem durch Eisennägel befestigten Corpus des Gekreuzigten, dem mit einer Expositionsnische versehenen, prunkvoll mit einem stufigen Gesims abschließenden Mittelteil sowie dem auf einer verbreiterten Basis stehenden, mit seitlichen Voluten verzierten Sockel. Dieser trägt auf seiner Vorderseite eine Inschrift, die durch die Insignien der Kartäuser gekrönt wird.
Kurz vor der Säkularisation bewirtschafteten die Kartäuser von dort aus 284 Morgen Ackerland und neben dem zum Hof gehörenden Wald noch 12 Morgen Gemüsegärten.

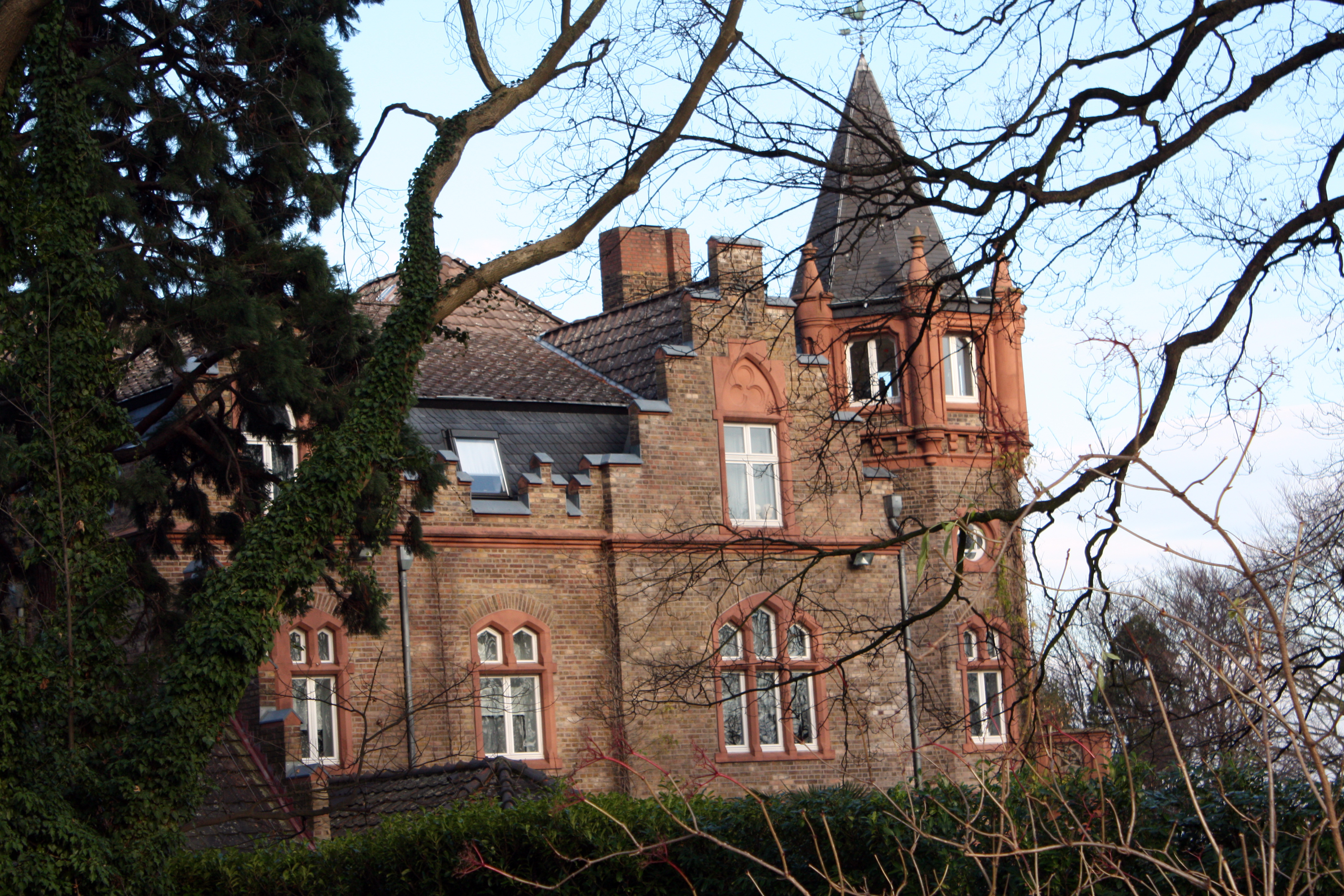
Herrenhaus von der Südseite
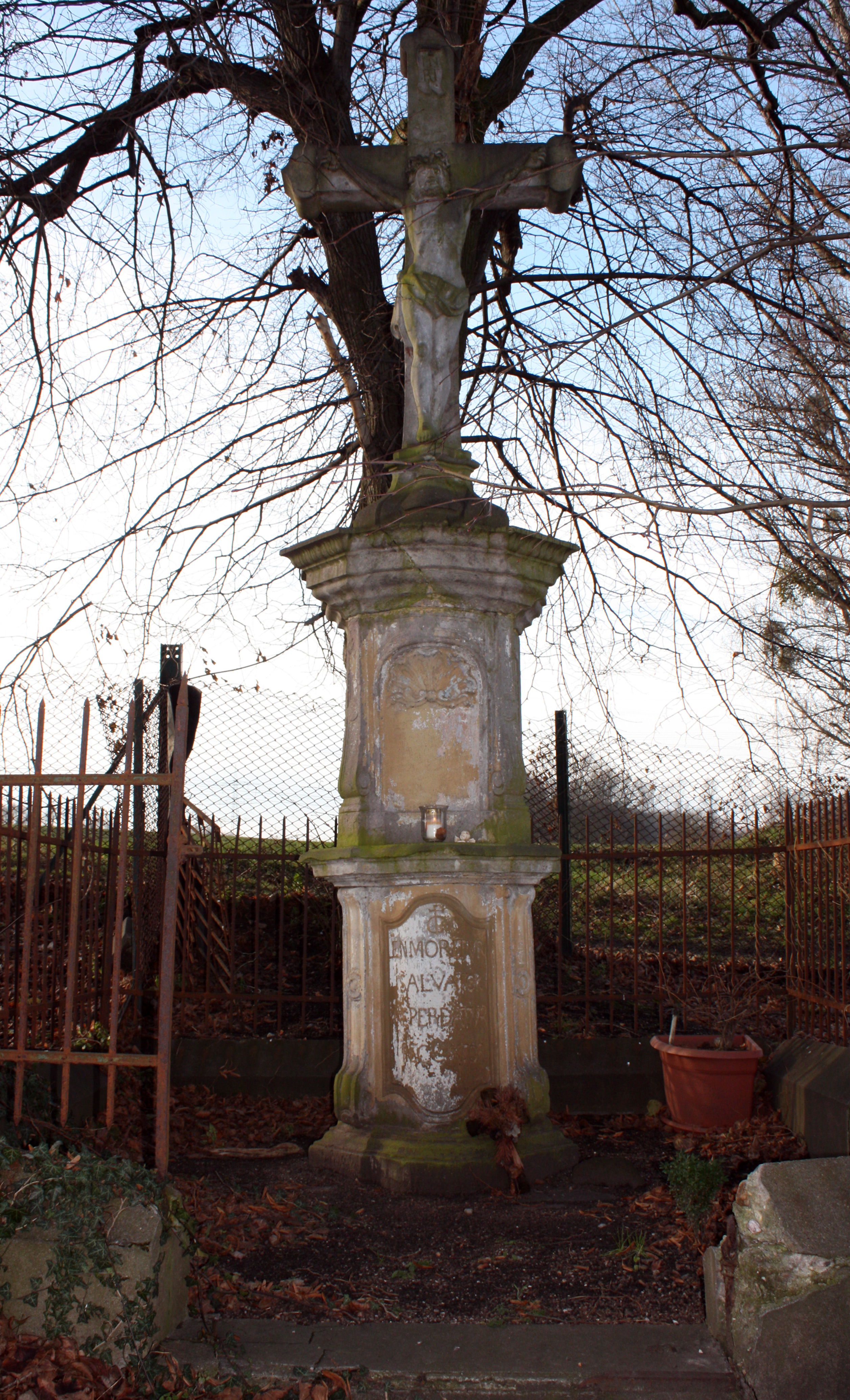
Prozessionskreuz, Südseite des Hofes
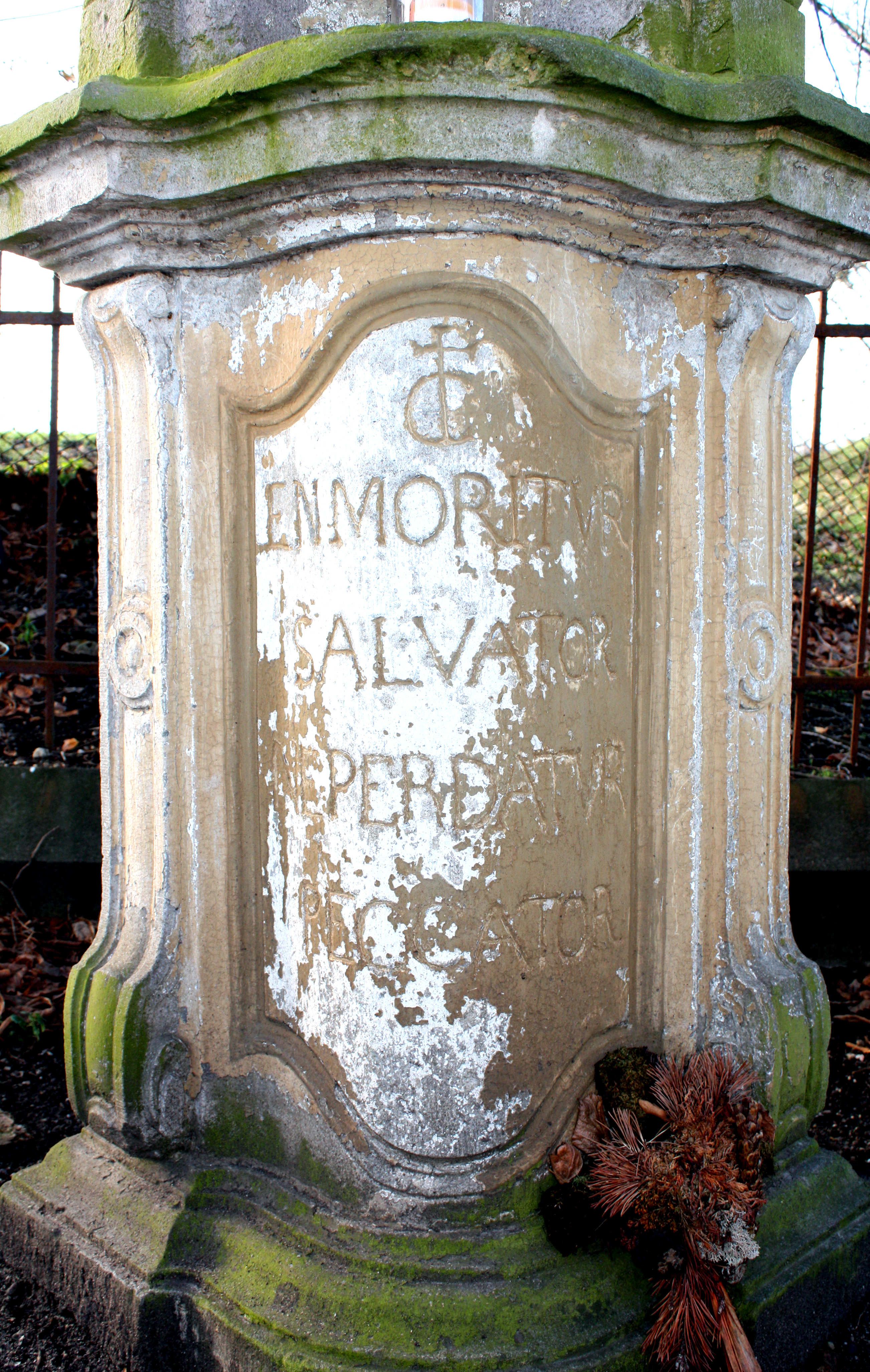
Insignien der Kartäuser und Inschrift
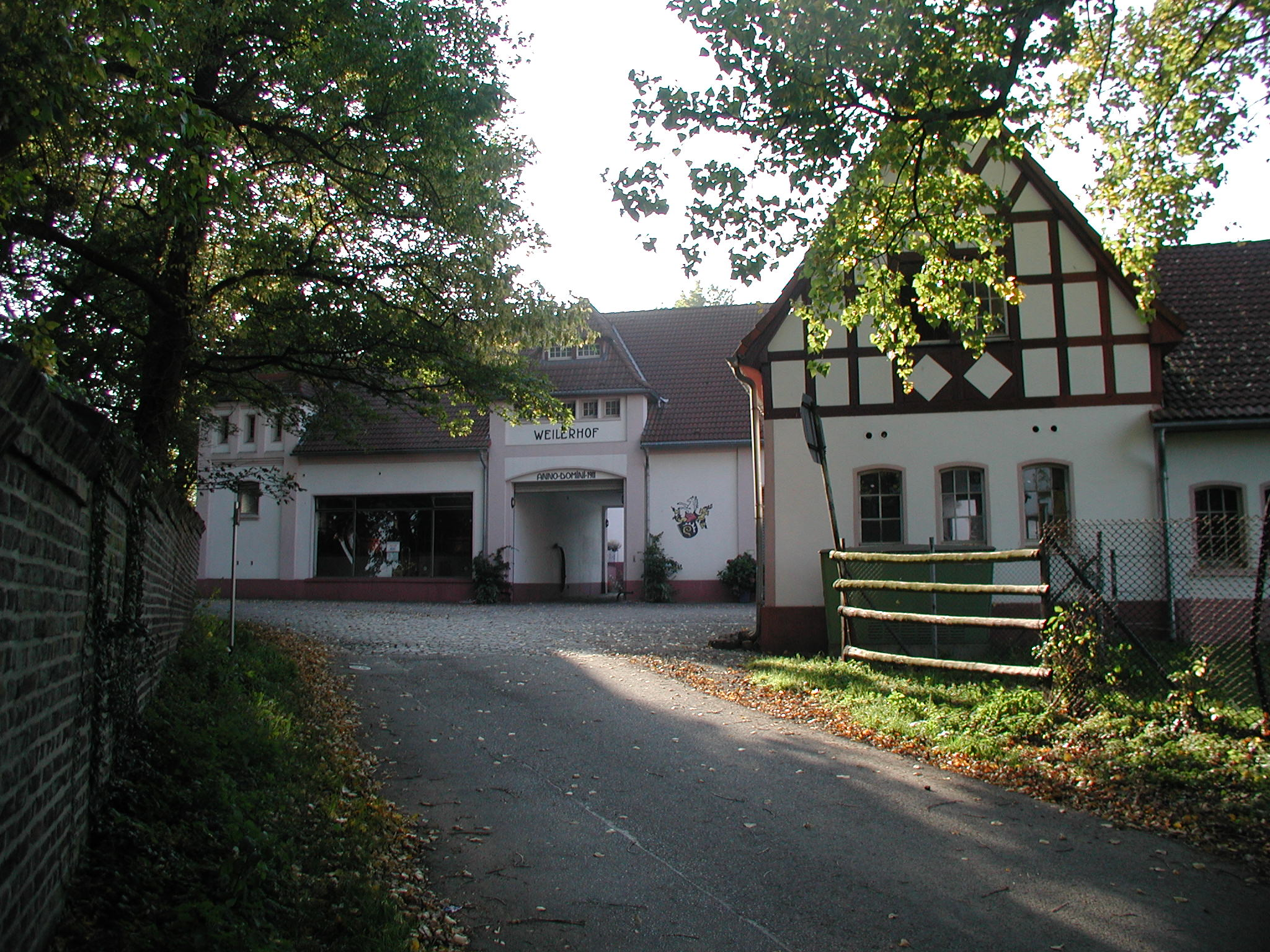
Gut und Privatbrauerei Bischoff

Auch der neue Gutsherr des Hofes beteiligte sich an der Ausbeutung der Braunkohle am Vorgebirgshang. Die kleine Weilergrube wurde 1859 mit dem Feld Wilhelmsglück vom Hofherr Friedrich Wilhelm Bendleb konsolidiert, aber schon 1884 von Emil Sauer mit anderen umliegenden Feldern aufgekauft und zur Gewerkschaft Rheinland (später Ribbertwerke) zusammengefasst. 1914 wurden die Felder endlich von der Gewerkschaft Hürtherberg erworben und ausgekohlt.
Der heute bestehende Vierkanthof stammt von 1911. Der Hof wurde zu Beginn des 20. Jahrhunderts von der Familie des jetzigen Besitzers übernommen, die dort außer Landwirtschaft eine kleine Pferdezucht betrieb. Nachdem durch den Einsatz moderner Maschinen ein Großteil der Ökonomiegebäude nicht mehr gebraucht wurden, richtete man dort 1961 eine kleine Braustätte ein. 1986 gehörte die Kölschbrauerei zu den Erstunterzeichnern der Kölsch-Konvention, die verbindlich regelt, welches Bier sich Kölsch nennen darf. Der Weilerhof beherbergt damit eine der kleinsten Kölschbrauereien. 2001 wurde der Braubetrieb der „Privatbrauerei Bischoff“ nach Renovierung wieder aufgenommen. Gebraut wird neben dem Bischoff Kölsch auch das Karthäuserbräu, ein obergäriges hefetrübes Vollbier.

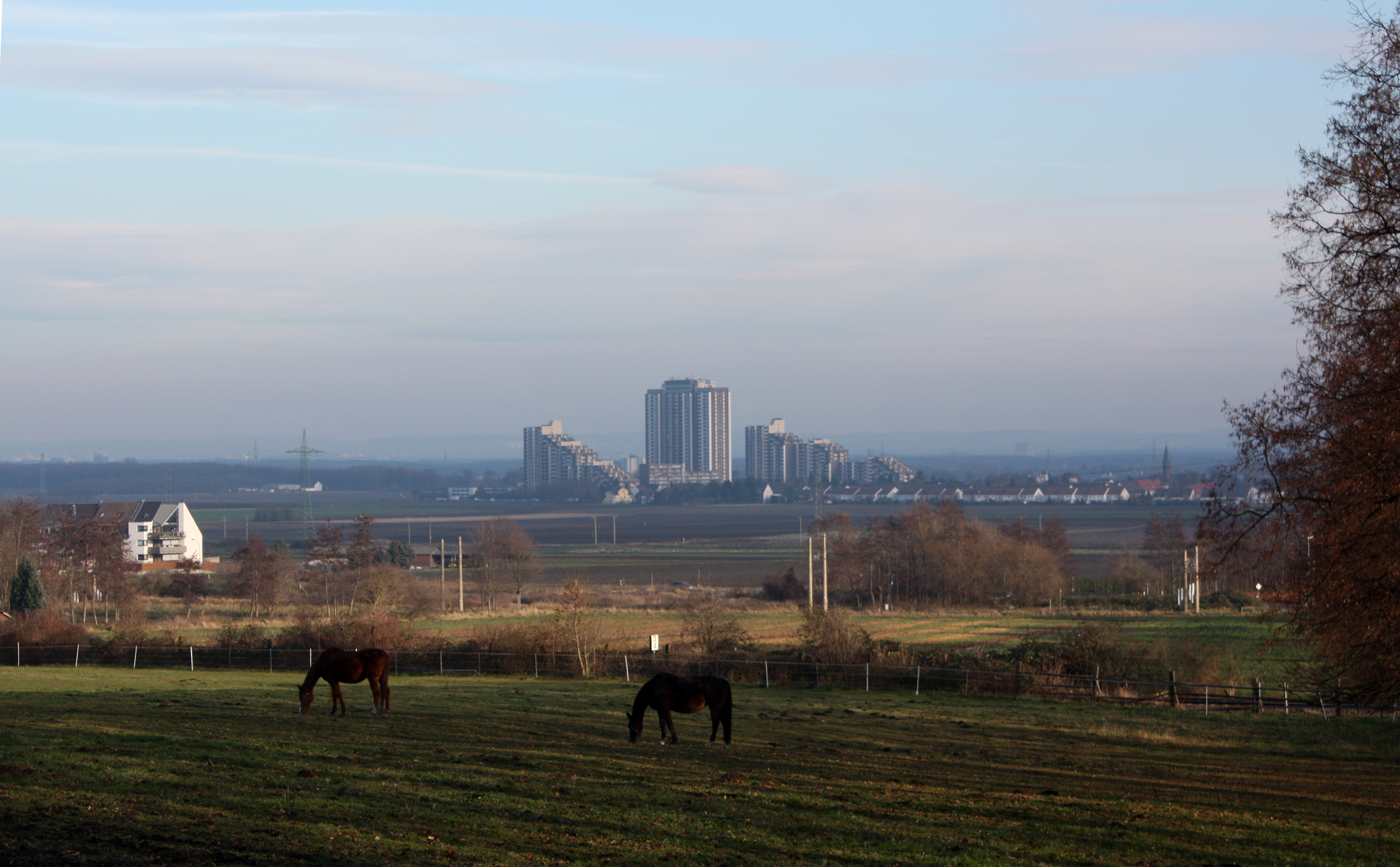
Blick über Koppel und Ebene Richtung Köln-Meschenich

Das weitläufig von einer Mauer und Zäunen umgebene Anwesen ist nicht öffentlich zugängig. 1896 wurde das am Hang der Ville stehende, neugotische Herrenhaus aus Feldbrandziegeln errichtet und fand damals große Beachtung. In einem Park mit teilweise recht altem Baumbestand gelegen, erweckt es mit seinen Türmen und Zinnen den Eindruck eines kleinen Schlosses. Seine Zufahrt von der am Fuß des Hanges liegenden Bonnstraße hat das herrschaftliche Haus und die Gebäude des Weilerhofes durch eine dicht bestandene schmale Allee. Wie schon kurz nach Kriegsende 1945, als das Anwesen durch die damalige Besitzerin für etliche Jahre der Kölner Caritas zur Nutzung überlassen wurde (diese nutzte es als Altenpflegeheim), ist die Anlage auch heute verpachtet.
Die am Weiler Bach liegenden Fischteiche wurden erst von den Kartäusern angelegt. Das Tälchen des weitgehend naturbelassenen Baches ist als Landschaftsschutzgebiet ausgewiesen. Im Rahmen des Projektes Regio Grün der Regionale 2010 wurde das Tälchen mit Unterstützung der Unteren Landschaftsbehörde des Rhein-Erft-Kreises über die Biologische Station Bonn und der Stadt Hürth als Teil des Grünzuges Korridor Südwest zu den Villeseen mit einer Wiesen- und Ackerkräuter-Mischung eingesäht und soll als offene Grünlandfläche extensiv genutzt werden. Das Grasland wird gemäht und als Grünsillage oder Heu genutzt. Ein 2,7 km langer Rundwanderweg um den Weilerhof soll 2013 ausgewiesen werden.

### Pfarrei Fischenich

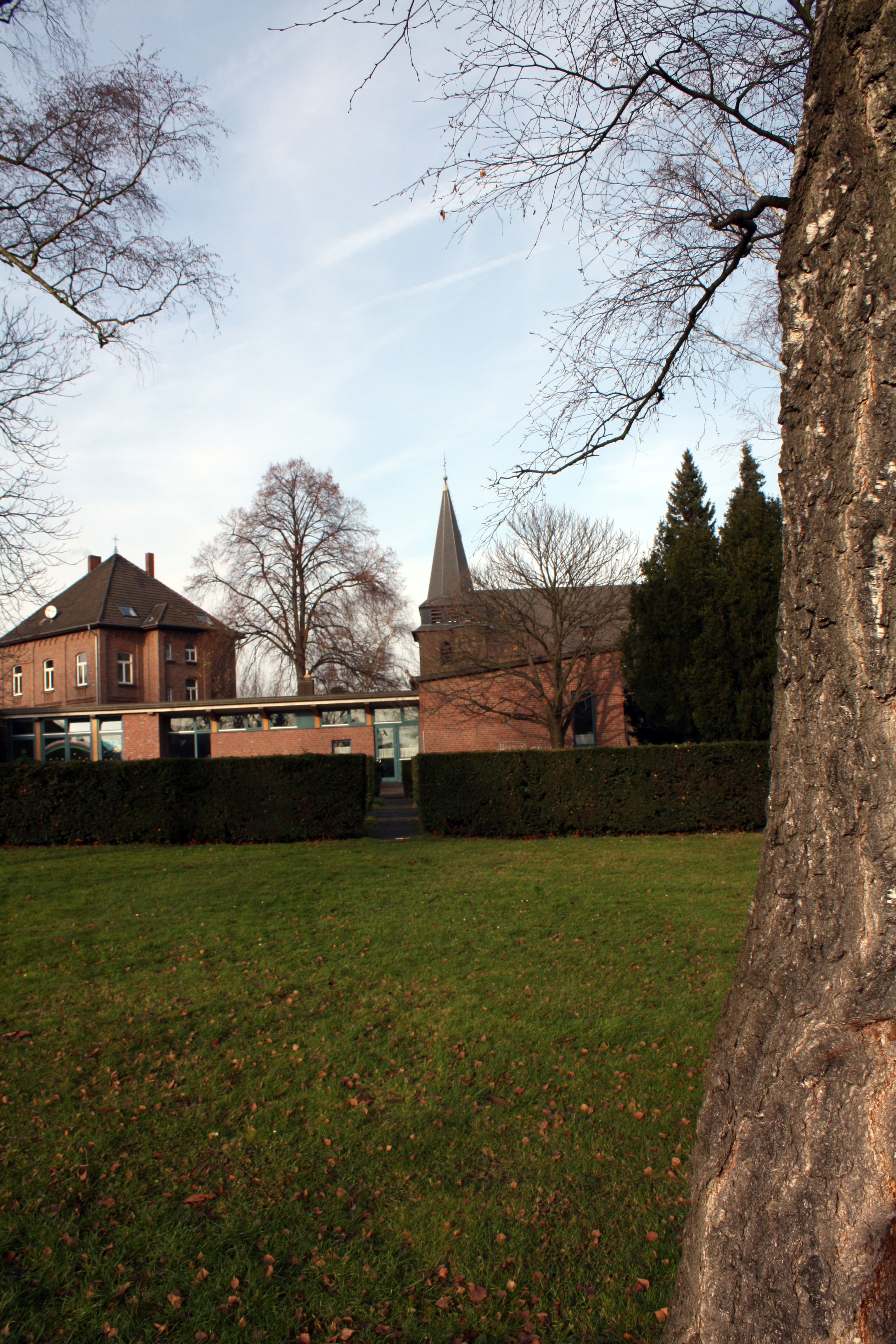
Pfarr-, Martinushaus und Kirche

„Rosellen“, der den Vorgängerbau der heutigen St.-Martin-Kirche im letzten Drittel des 19. Jahrhunderts beschrieb, wartete mit einigen Details zur Kirchengeschichte des Ortes auf. Die Ausführungen Rosellens machen deutlich, dass der Ursprung der heutigen Kirche eine kleine Kapelle war, die in merowingischer oder karolingischer Zeit in der Nähe des Fischenicher Fronhofes auf dem damaligen Landbesitz des Kölner Klosters St. Maria im Capitol errichtet wurde.
Dass die christliche Gemeinde Fischenichs ursprünglich zum Kirchspiel Efferen gehörte, geht auch aus der Lage des Kirchengrundes hervor. Das noch heute von Kirche, Pastorat und weiteren kirchlichen Einrichtungen bestandene Terrain ist mitsamt einem angrenzenden, die Kirche noch 1840 umschließenden Kirchhof, nachweislich ehemaliger Besitz des Kölner Klosters St. Maria im Capitol. Das ehemals von Weingärten umgebene Gelände in mittlerer Höhenlage des Ortes liegt südlich neben der Burgruine auf einem geebneten Plateau des Hanges, der bis auf die weiter ansteigende Westseite rundherum steil abfällt.
In der Region einzigartig ist die seit 1736 bezeugte Hagelprozession am Pfingstmontag, die von der Pfarrkirche ausgehend durch die Felder der Gemarkung geht und mit einem Bittgottesdienst um gute Ernten und Verschonung von Unwettern in einem der größeren Bauernhöfe endet. Ein weiterer kirchlicher Brauch in Fischenich ist das Ratschen während der Karwoche, das vermutlich vom aus der Eifel stammenden Pastor Reiner Wimmer (1907–1923 in Fischenich) mitgebracht wurde. Es ist sonst nur noch in ländlichen Gegenden üblich.

### Weiterentwicklung

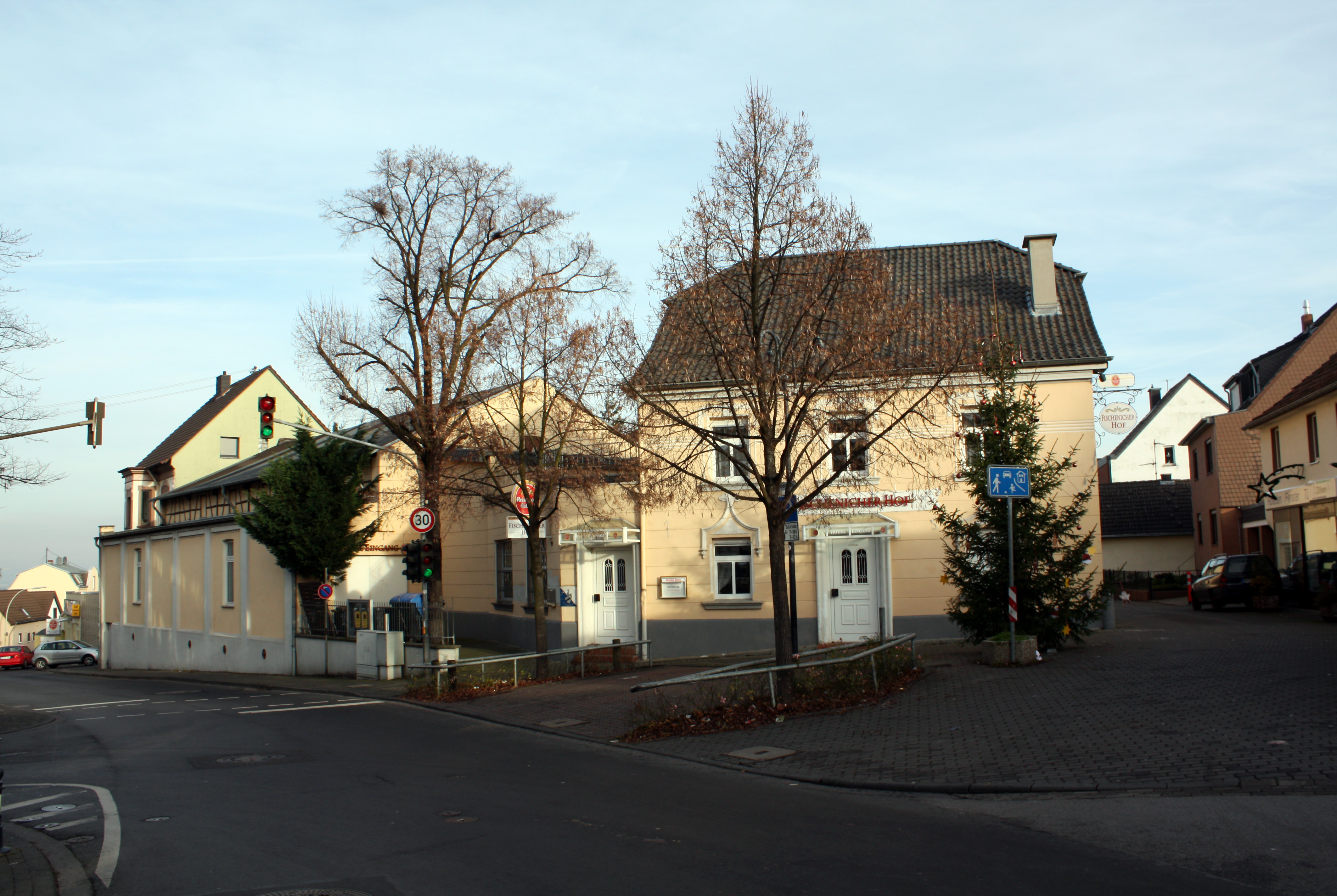
Fischenicher Hof, ältester Gasthof im Ort (1856)

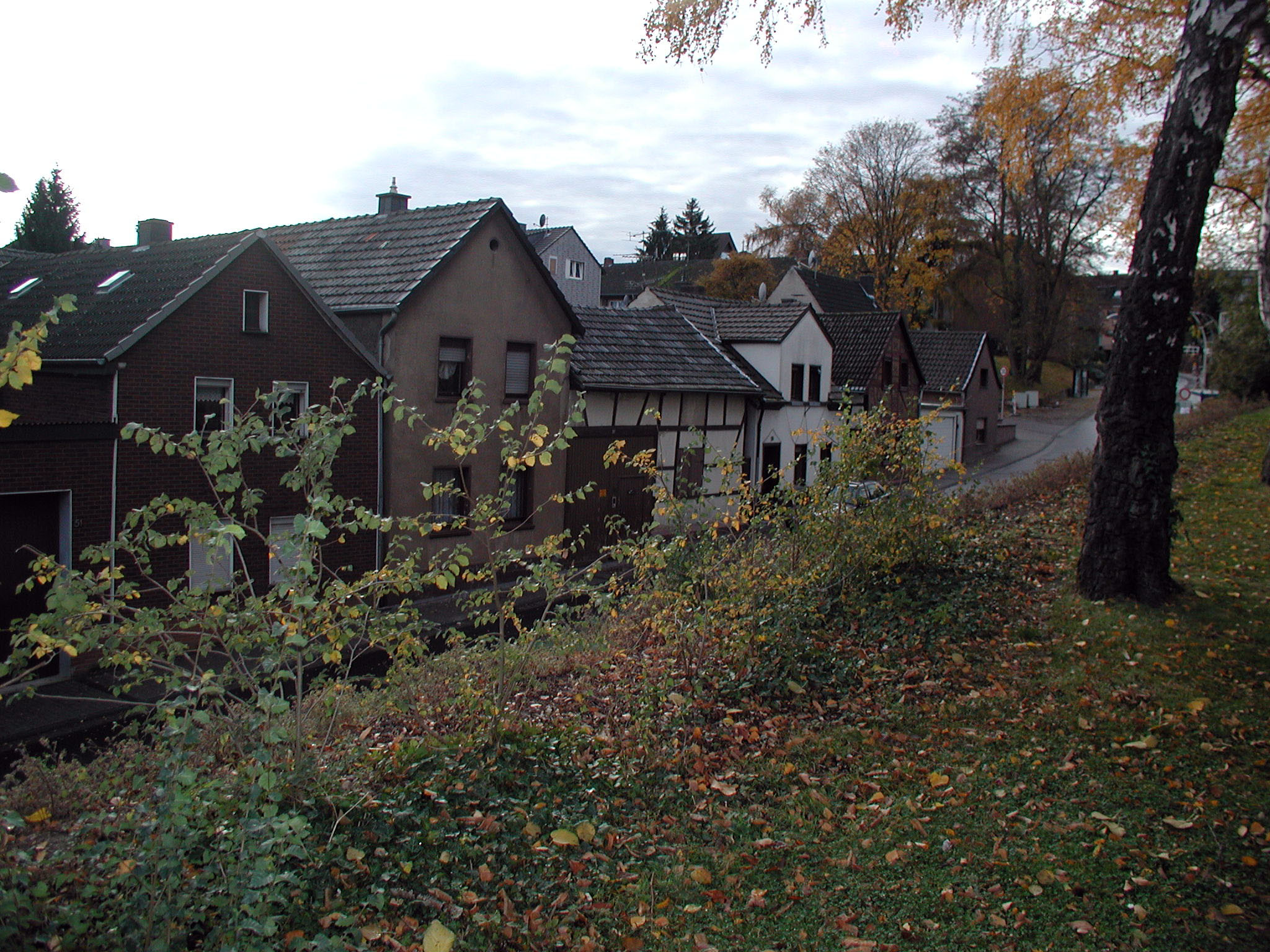
Bauweise vergangener Zeit, sogenannte „Kotten“

Das 19. Jahrhundert mit der nach dem Abzug der Franzosen folgenden „Preußenzeit“ verlief in den Orten der Gemeinde friedlich, aber mühselig. Die Bewohner des Ortes versorgten sich überwiegend selbst, lediglich ein „Krämer“ im Ort bot Spezereien an, die nicht selbst gezogen werden konnten. Beschaffen besonderer Waren in der Stadt oder ein Behördenbesuch mussten zu Fuß erledigt werden. Nur wohlhabende Bürger konnten sich ein Pferd oder gar eine Kutsche leisten. Gleiches galt für die durch das geänderte Erbrecht entstandenen zahlreichen bäuerlichen Kleinbetriebe. Das Bewirtschaften ihrer kleinen Landstücke reichte nicht für den Lebensunterhalt, sodass sie sich als Tagelöhner verdingten, während Frau und Kinder die eigene Feldarbeit verrichteten. Überschüssige Erträge wurden mit dem Handkarren oder mit dem vollgefüllten Korb auf dem Kopf nach Köln auf den Wochenmarkt geschafft, um so einen zusätzlichen Verdienst zu erzielen. Ein 12 bis 14 Stundentag war wie überall in der Landwirtschaft auch in Fischenich Normalität und galt auch für Frauen und Kinder. So passte man die Schulzeiten den Saisonzeiten der Ernte und der Arbeit in den Rübenfeldern an. Einzige Höhepunkte im Leben der Dorfbewohner, waren neben dem sonntäglichen Kirchgang, die jährlichen Dorffeste. Hierzu zählten in Fischenich das Maifest mit der Errichtung eines Maibaumes, die Festlichkeiten der Kirmes und die aufgekommenen Feste der Schützenbruderschaften und Männergesangvereine, dieser in Fischenich1863. Auch die Fastnachtstage im Frühjahr, wie auch das Erntedankfest im Herbst waren Anlass zur Ausgelassenheit und zum Tanz. Diesem Zweck diente auch der heutige „Fischenicher Hof“, ehemals Gasthof „Hülsenbusch“ mit seinem im Jahr 1856 erbauten Ballsaal.

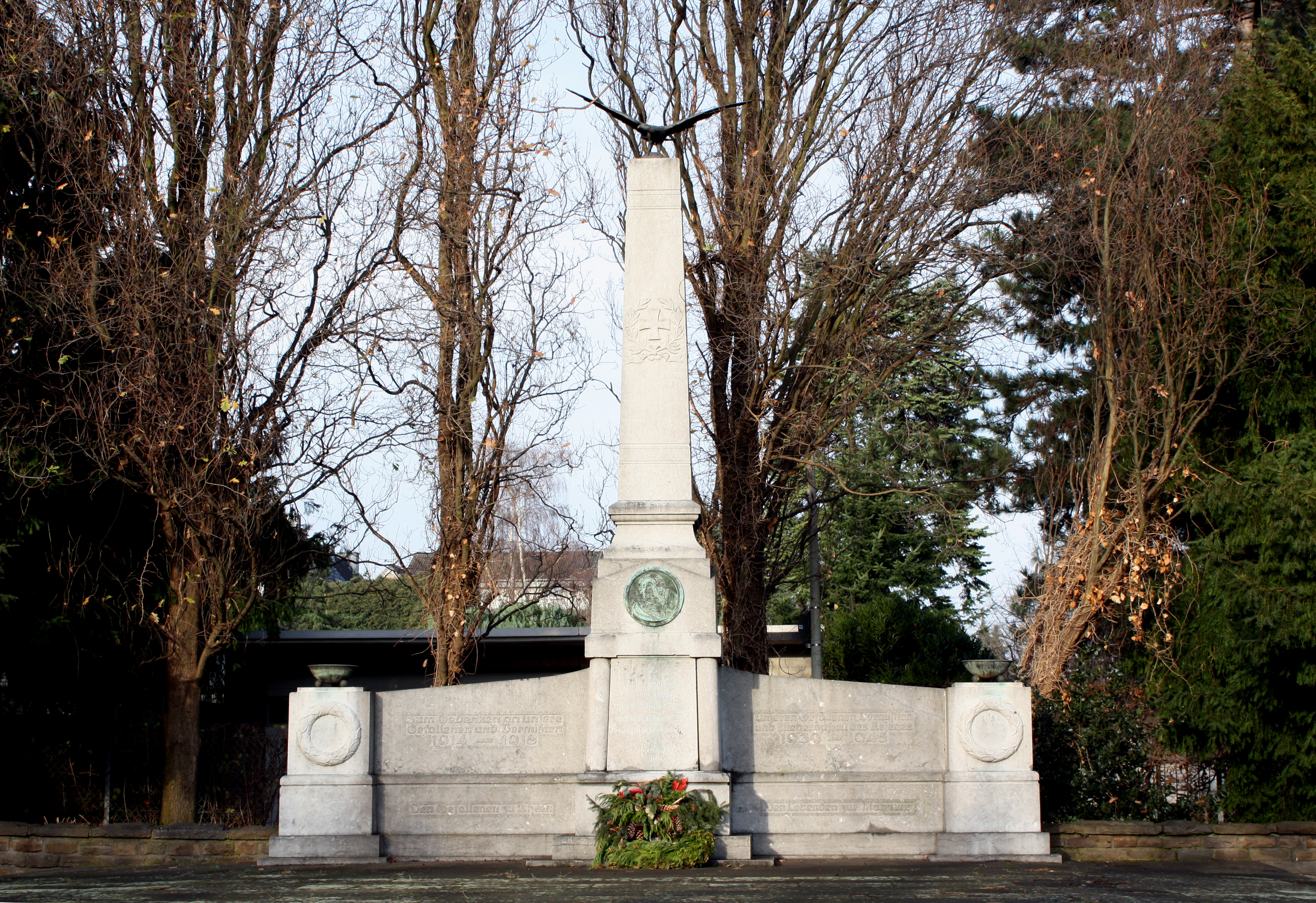
Kriegerdenkmal am Rosellenplatz

Ein patriotisches Ereignis war gegeben, wenn ein junger Dorfbewohner zur „Fahne“ einberufen wurde. Denen, die aus den Kriegen von 1870/71 und dem Weltkrieg von 1914/18 nicht zurückkehrten, errichtete man in den Ortschaften, wie auch in Fischenich, ein Ehrenmal an dem Kränze niedergelegt wurden. So wurde in der Weimarer Zeit der Volkstrauertag zum Feiertag erhoben. Zum Ende der 1920er Jahre veranstaltete man dann auf dem Platz am Denkmal die Fahnenweihe. Das Kriegerdenkmal am Rosellenplatz mt seinem 7,5 m hohen, von einem Adler gekrönten Obelisken wurde 1911 errichtet. Es stand ohne die später ergänzten ausladenden Seitenteile, an der Süd-Westseite des Platzes. Gefertigt wurde es in der Werkstatt „Blondiau“ in Brühl.
Da im letzten Viertel des 19. Jahrhunderts durch die aufkommende Industrialisierung an ausreichenden Arbeitskräften mangelte, erlebte auch Fischenich einen Zuzug von „Fremdarbeitern“, die sich aus Ostpreußen, Polen und Russland kommend im Rheinland ansiedelten.
Fischenichs kleine, kurvenreiche Straßen, die oftmals mit sogenannten Kotten bestanden waren, zogen sich in der Folge immer weiter am Hang des Ortes hinauf. Diese kleinen eingeschossigen Häuser, deren Fachwerk ursprünglich mit einer aus Lehm und Stroh gemischten Masse gefüllt wurde, sind auch heute noch zahlreich im Ortsbild vorhanden.

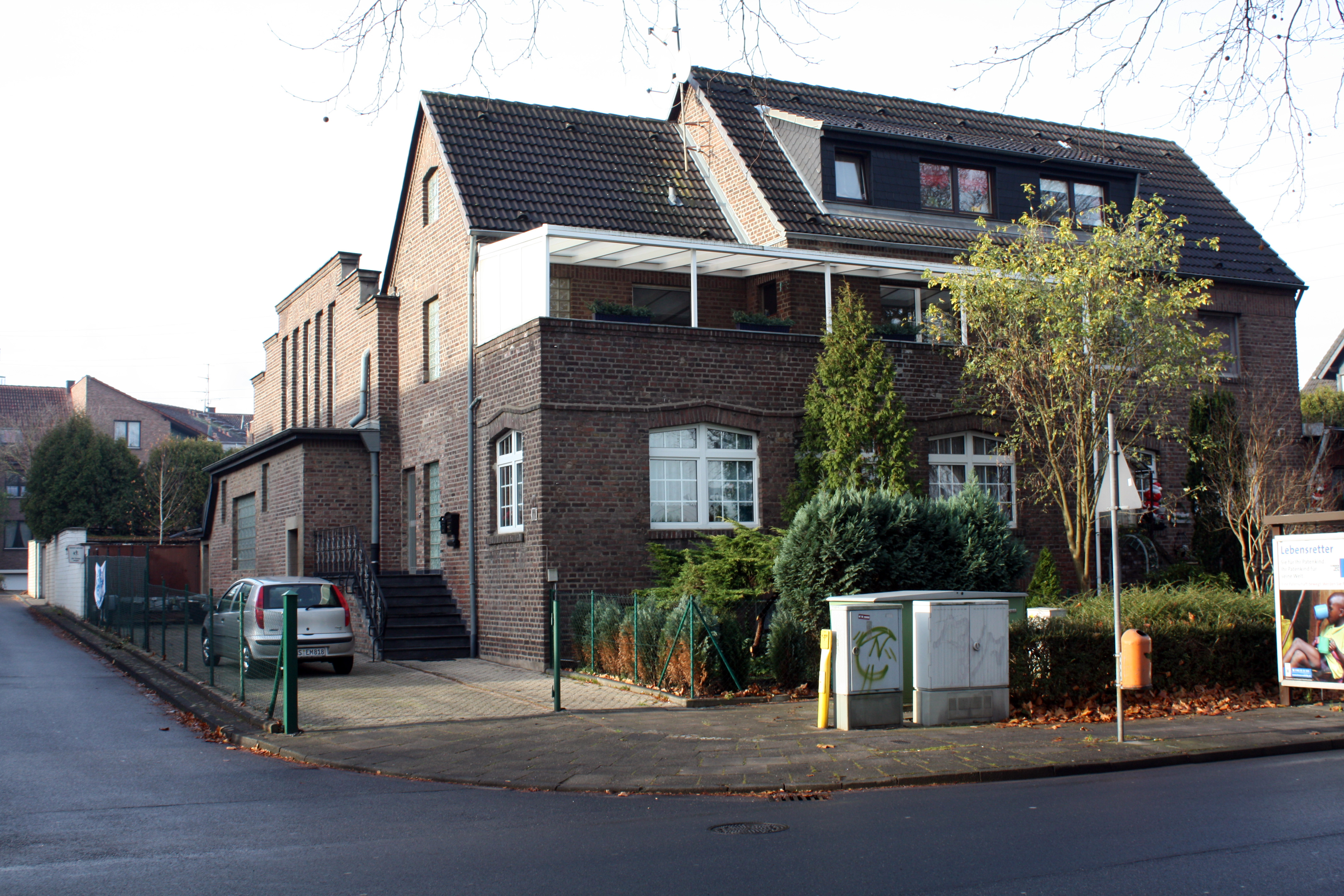
Erhaltenes altes Gebäude „An der Markthalle“

Nicht nur der Ort war mit der Zeit gewachsen, sondern auch sein Umfeld, insbesondere die nahe Stadt Köln mit ihrem Bedarf an frischem Obst und Gemüse. Der Ort entwickelte sich zu einem Umschlagplatz für landwirtschaftliche Erzeugnisse des ganzen Vorgebirges. Zwischen den beiden Weltkriegen bildeten sich in stadtnahen ländlichen Regionen Verwertungsgenossenschaften landwirtschaftlicher Erzeugnisse. Für den Vorgebirgsraum war es die Obst und Gemüseabsatzgenossenschaft, die sich im Jahr 1928 in Fischenich gründete. Materielle Unterstützung erhielten die Gründer durch die damalige Kreisverwaltung Köln, die ein geeignetes, großes Areal nebst Aufbauten pachtweise zur Verfügung stellte. Ziel der Genossenschaft war, den Absatz ihrer Erzeugnisse von Köln in das Produktionsgebiet zu verlagern. Sie veranlasste die Bauern, den direkten Verkauf auf den Kölner Märkten zu unterlassen, und den bequemeren indirekten Weg des Verkaufs an die Endverbraucher durch die Genossenschaft zu wählen. Auf einem Gelände von insgesamt 2,5 Hektar, wurden nach Plänen des Amtsbauemeisters Albert Lüttgenau neben dem Verwaltungsgebäude drei große Hallen (von insgesamt 5000 m²) errichtet, in denen die Erzeugnisse der Mitglieder präsentiert wurden. Ab Januar 1972 schlossen sich die Genossenschaften Fischenich und Roisdorf zum damals größten derartigen Unternehmen zusammen. Der Standort Fischenich wurde aufgegeben.
Der Straßenzug, an dem sich die langgestreckten Hallen befanden, ist heute mit Eigenheimen in Reihenhausbauweise bestanden, und trägt den Namen „An der Markthalle“. Das Gebäude, in dem die Auktionatoren der ehemaligen landwirtschaftlichen Versteigerung saßen, steht noch heute.

### Folgen des Nationalsozialismus

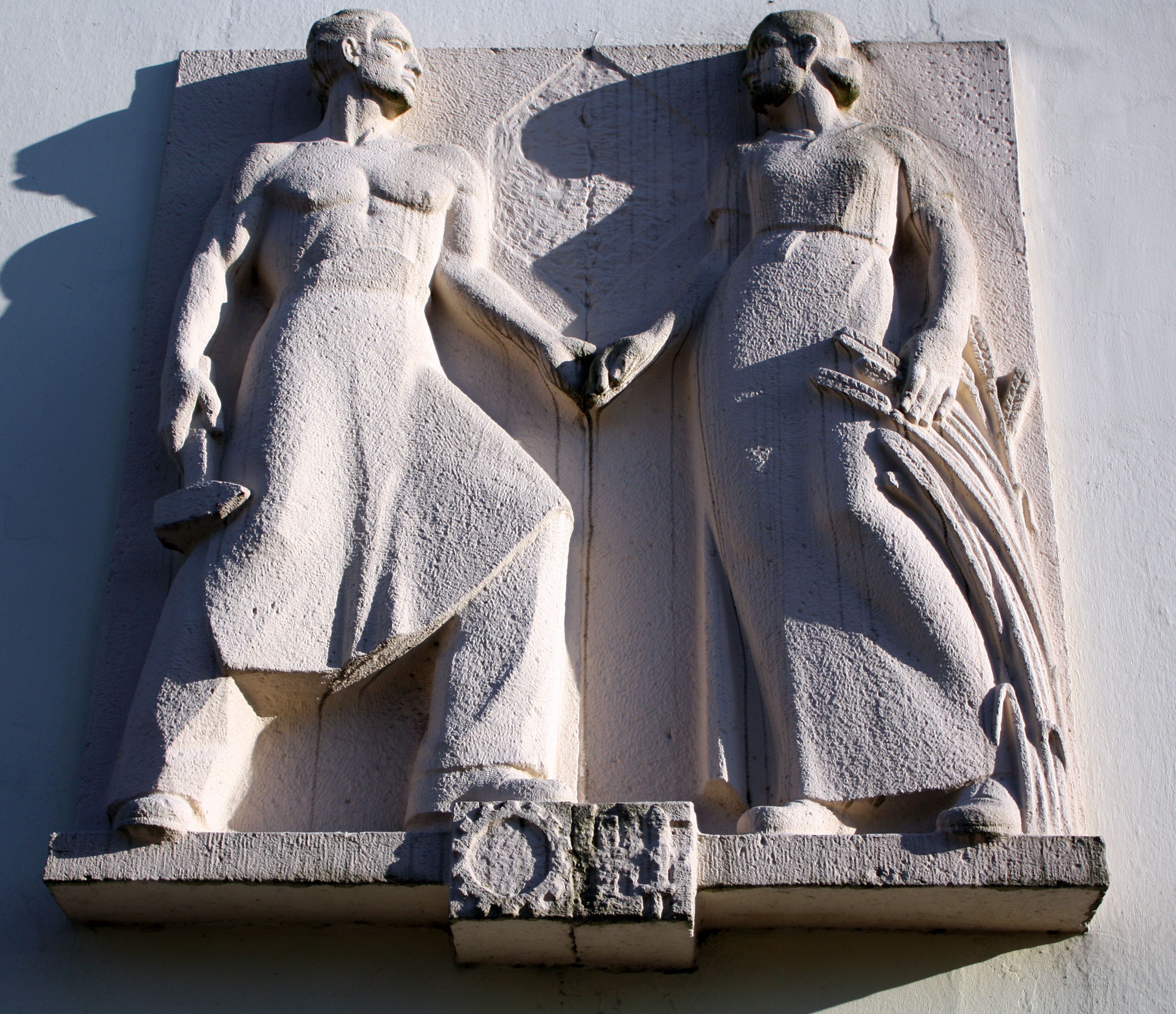
1935–1937, Basrelief am alten Rathaus in Hermülheim ohne das herausgemeißelte Hakenkreuz

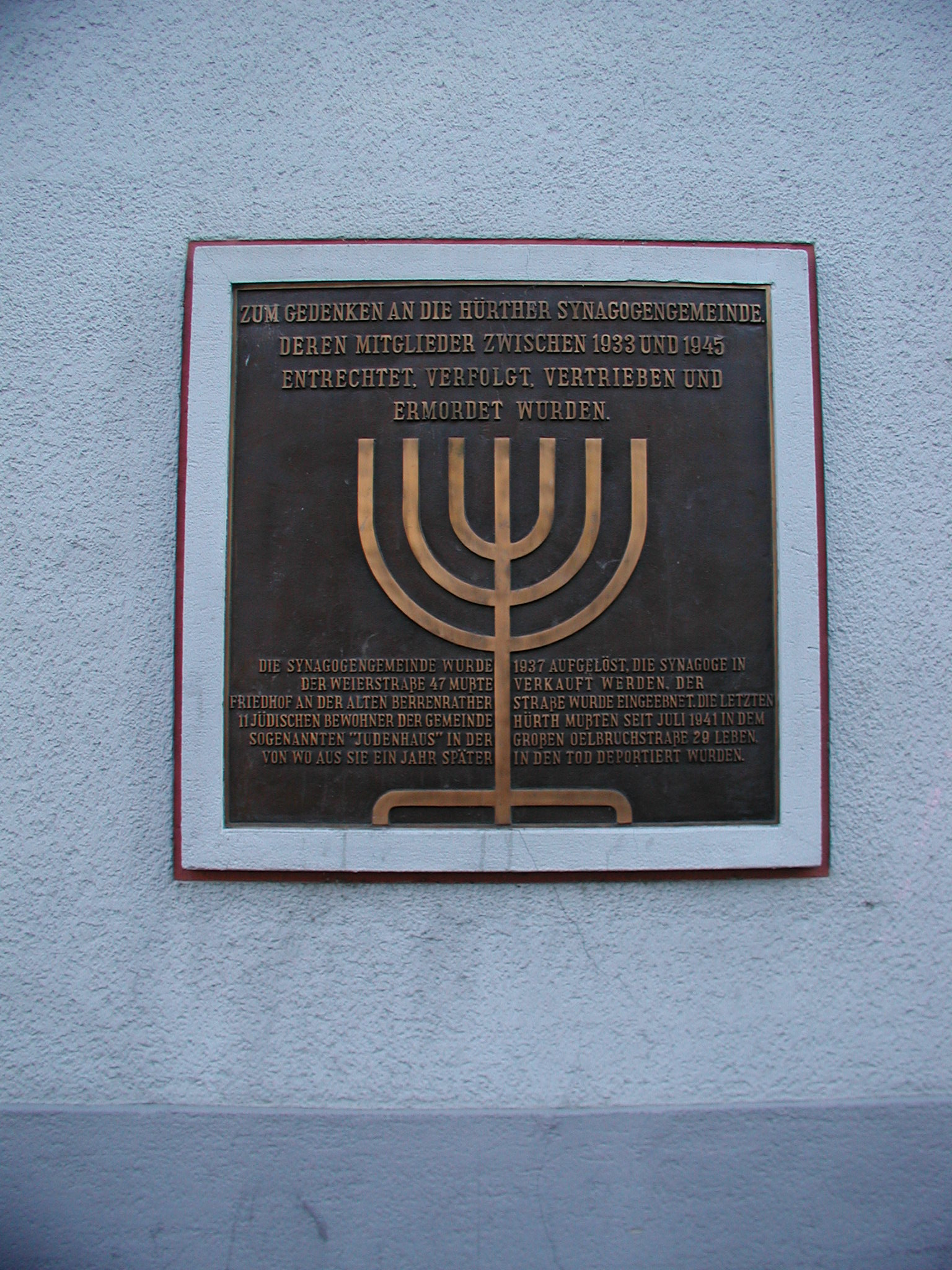
Gedenktafel am Ort der ehemaligen Synagoge der jüdischen Gemeine Hürth

Um 1825 lebten im Ort 16 Personen jüdischen Glaubens. Über die Einrichtung eines Bethauses oder einer entsprechenden Begräbnisstätte im Ort selbst wurde in der Folge nicht berichtet. Wahrscheinlich wurden diesbezügliche Einrichtungen, wie ein kleines Bethaus und ein kleiner jüdischer Friedhof am jetzigen Marienbornweg in (Alt)-Hürth genutzt. Amtliche Unterlagen der Bürgermeisterei Hürth geben für das Jahr 1847 insgesamt 92 gemeldete Personen jüdischen Glaubens an. Von da an ging die Zahl durch Wegzug in die Städte zurück. Mit der ehemaligen Bürgermeisterei Efferen waren es 1933 noch 91. Die Familie Ernst Levi aus Fischenich konnte sich in die USA retten. Im Juli 1940 waren es in Hürth noch elf Personen. Die Nachkriegserhebungen erbrachten, dass lediglich noch 5 Personen in der Gesamtgemeinde lebten.
Dem beliebten Bürgermeister Werner Disse, der 1933 sein Amt räumen musste, folgte bis 1944 Heinrich Goß. Fischenich hatte in dieser Zeit keine gewählten Ortsvertreter mehr, ein von der Partei der NSDAP eingesetzter Volksgenosse übernahm nun diese Funktion.
Die Verordnung Nr. 21, Artikel I, in der Abänderung der Deutschen Gemeindeordnung in dem für die Gemeinde Hürth zuständigen Britischen Kontrollgebiet, setzte die seit dem 30. Januar 1935 geltende von den Nationalsozialisten eingeführte Deutsche Gemeindeordnung (RGB. L, S. 49ff) außer Kraft.
Eine Tabelle mit den Bevölkerungszahlen der Orte beziffert die Angaben für Fischenich wie folgt (Auszug):
- 1933 = 3.324 Personen
- 1939 = 3.356 Personen
- 1941 = keine Veränderung
- 1943 = 3.647 Personen
- 1946 = 3.697 Personen.[36]

Da von dieser Aufstellung Verschiebungen durch zugezogene Flüchtlinge nicht ausgewiesen wurden, ist wahrscheinlich der Verlust an Menschenleben Fischenicher Bürger in dieser Zeit, durch Neubürger kompensiert worden. Materielle, die Bausubstanz betreffende Kriegsschäden im Ort, hielten sich in Grenzen. Die Kirche wurde bei einem Luftangriff der Alliierten getroffen, sodass ihr Dach beschädigt und die Kommunionbank zerstört wurde. Eine neue Schule an der Gennerstraße 74/76, diese unterrichtete parallel zur alten Schule (neben der ehemaligen Gaststätte Nolden, der heutigen Trattoria) an der Gemmerstraße 46/48, wurde durch eine Luftmine vernichtet und nicht wieder aufgebaut. Erst mit der im Juni 1949 in Westdeutschland eingeführten Währungsreform ging es auch in Fischenich wieder aufwärts.

### Bevölkerungsentwicklung
Die Bevölkerungszahl in Fischenich war wie in den Nachbarorten über Jahrhunderte relativ konstant. Mit Ausnahme der Einbrüche während der Pest (1348) und am Beginn des 17. Jahrhunderts wuchsen sie zum Ende des 19. Jahrhunderts zusehends. „Rosellen“, dessen Buch 1886 erschien, schrieb: „…das Kirchdorf hat 293 Häuser und 1542 Bewohner“. Im Jahr 1898 hatte Fischenich 1806 Einwohner und für das Jahr 1930 wurden 2362 Bewohner angegeben. Mit 4665 Einwohnern hatte sich im Jahr 1960 die Anzahl der Bewohner in nur einem ¾ Jahrhundert verdreifacht.

## Politik
Ortsvorsteher von Fischenich ist Dennis Mehren (CDU). Im Hürther Stadtrat werden die Fischenicher Bürger und ihre Interessen von Dirk Schüller und Rüdiger Winkler (beide CDU) vertreten.
Im Kreistag des Rhein-Erft-Kreis wird Fischenich vom ehemaligen Landtags- und Bundestagsabgeordneten Willi Zylajew (ebenfalls CDU) vertreten.

## Sehenswürdigkeiten
- Burgruine Fischenich

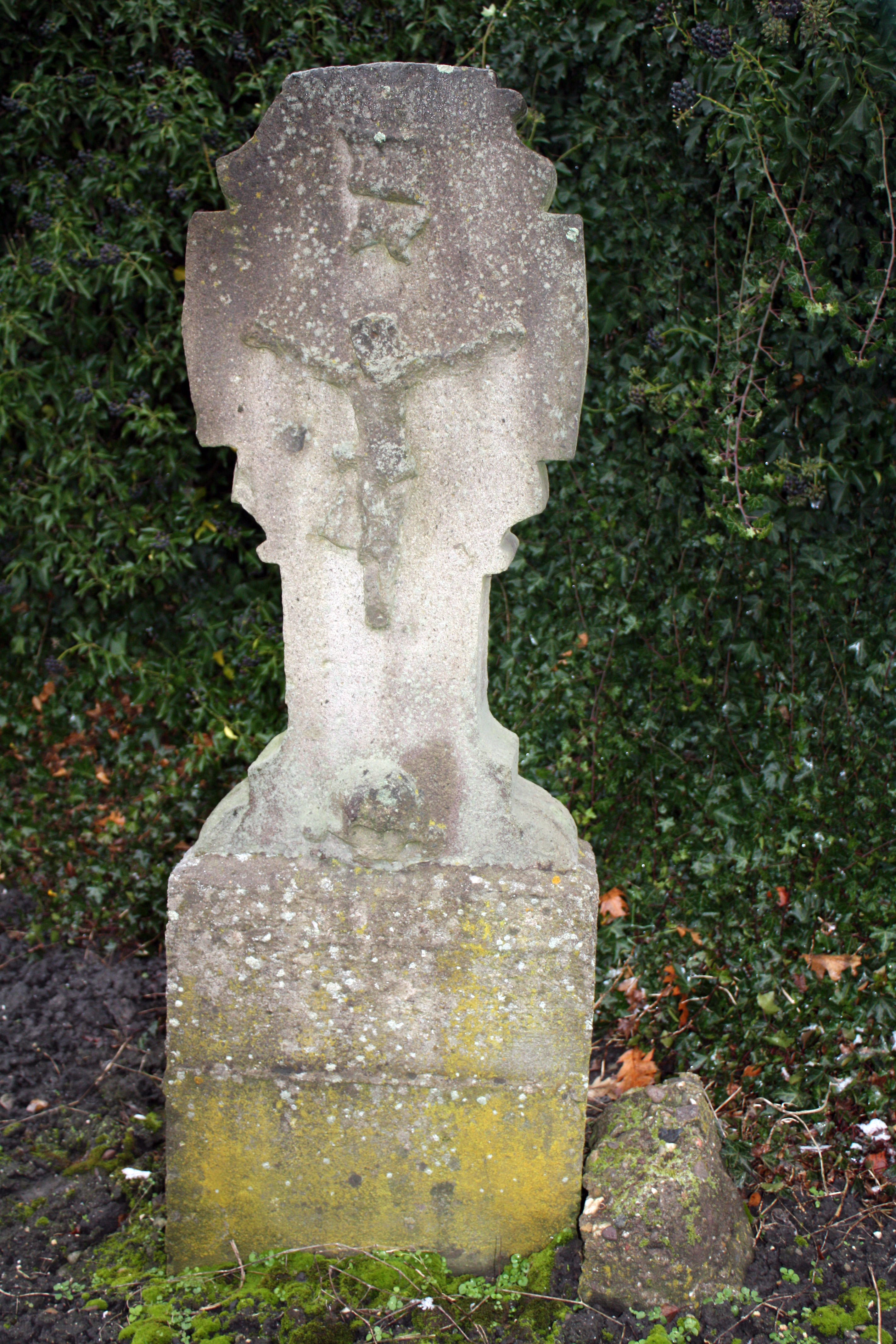
Grabstein aus Trachyt (18. Jh.)

- Pfarrkirche St. Martinus mit altem Kirchhof

Das Patrozinium der Kirche, Martin von Tours, war in der Zeit der Franken weit verbreitet. Es spricht für das Alter des Kirchortes.
- Herrenhof des alten Fronhofes von 1770
- Alte Wegekreuze
- Grabstein Bonnstraße Höhe 35, nördlich des Marktweges. Der Trachytstein aus dem 18. Jahrhundert stand früher vor der Mauer beim Stellwerk am Übergang Bonnstr./Marktweg/Gennertstr.[41]
- Altes Fachwerk aus dem 18. Jahrhundert
- Bischoff’sche Brauerei (Weilerhof) in Fischenich, nah an der Grenze zu Brühl-Vochem
- Kriegerdenkmal in Fischenich (Unterdorf, Gennerstr.)
- Gebäude der ehemaligen landwirtschaftlichen Versteigerung in Fischenich
- Werkstattweiher

## Schulen

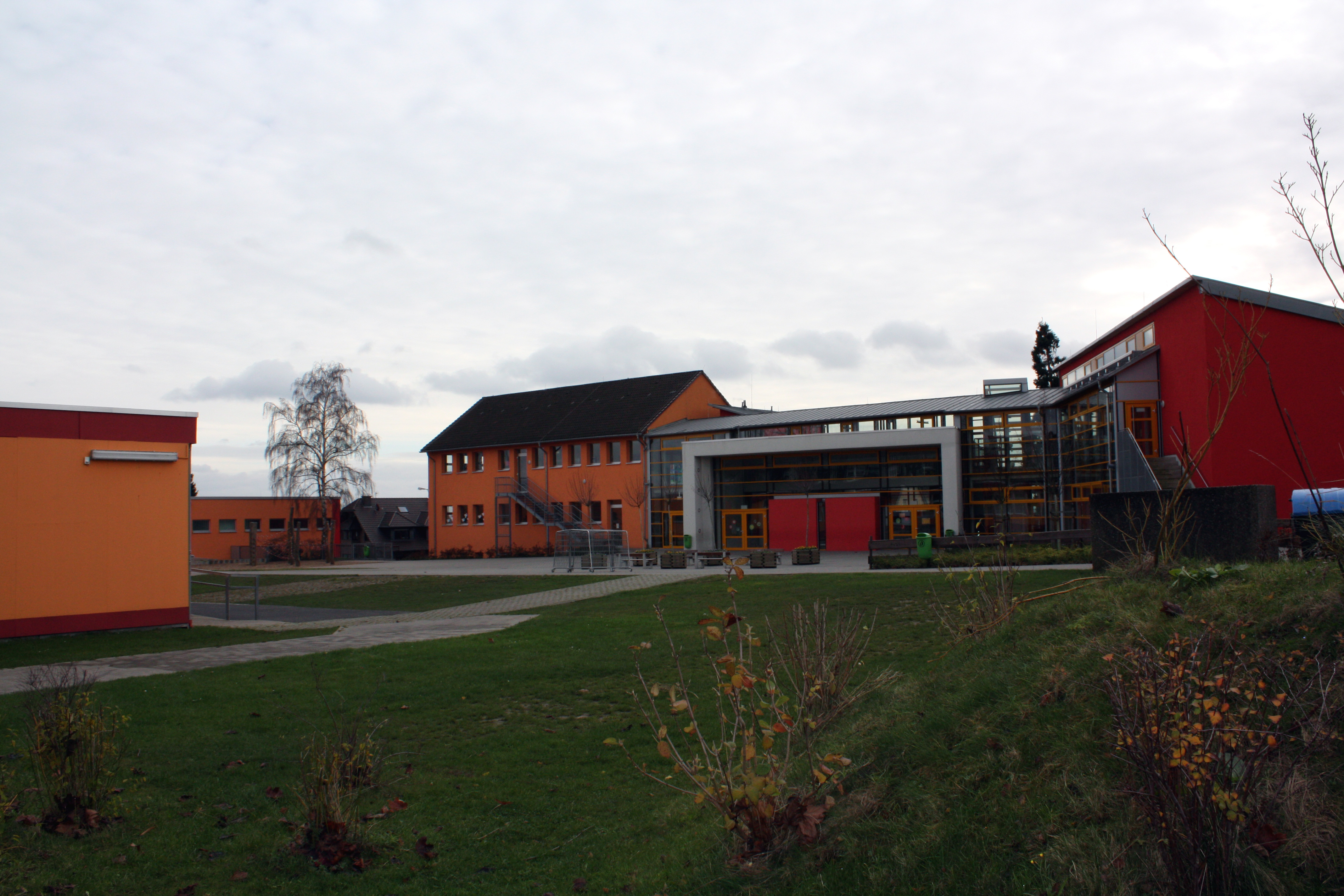
Die neue Schule am Druvendriesch (Martinusschule)

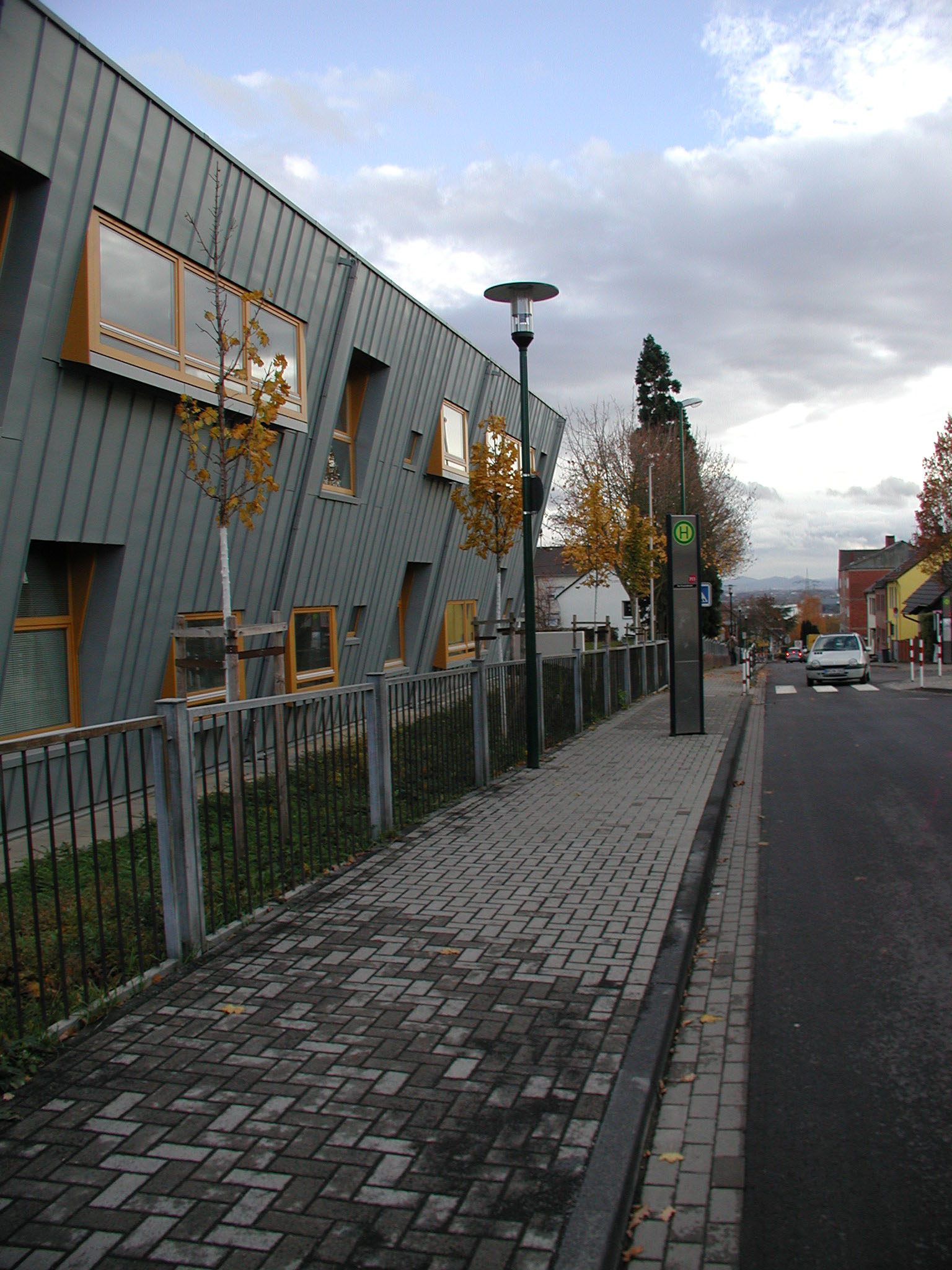
Am Druvendriesch

### Entstehung
Ersten Schulunterricht erteilte in Fischenich ein seit dem Ende des 17. Jahrhunderts mit festen Bezügen (zumeist Wohnung und Naturalien) angestellter Küster. Ab 1712 nahm diese Aufgabe für einige Jahre der Pfarrer in zu diesem Zweck angemieteten Räumlichkeiten war. In den 1830er Jahren erwarb die Gemeinde ein dem Lehrer „Krupp“ gehöriges Haus, welches als gegenüber dem Anfang der „Jennerstraße zum Platz“ gelegen beschrieben wurde, und richtete darin einen Schulsaal ein. Nachdem dieser Saal als nicht ausreichend erachtet wurde, erbaute man im Jahr 1864 ein geräumiges Schulgebäude, welches neben einer Lehrerwohnung drei Schulklassen enthielt. Die Baukosten beliefen sich auf 16.080 Mark. Schon 1873 erhielt das Gebäude wegen der steigenden Anzahl der Schüler einen Anbau, der ausschließlich als Wohnung des Lehrers genutzt wurde. Dessen bisherige Wohnung wurde zu Räumlichkeiten für eine vierte Schulklasse umgestaltet. Die Erweiterung verursachte der Gemeinde Kosten von 11.700 Mark.
Nach Fertigstellung der Erweiterung wurde die Schule ab 1874 in eine Mittel- und Unterklasse unterteilt. Es gab nun eine Knaben- und Mädchenschule, wobei an die letztere eine Lehrerin aus Brühl berufen wurde. Diese musste 1877 ihr Amt aufgeben, da sie es vorzog, ihr Glück in einer Ehe zu finden. Ihre Nachfolgerin, Christina Nießen, erhielt 1885 die erste Lehrerinnenstelle in Hürth. 1886, als die Zahl der Schulkinder 386 betrug, wurde erneut unterteilt, es wurden jeweils zwei Klassen für Knaben und Mädchen eingerichtet.

### Heute
Die Martinusschule ist eine Katholische Grundschule im Stadtteil Fischenich der Stadt Hürth. Sie trägt den Namen nach dem Schutzpatron der katholischen Kirche seit April 2007. Sie ist eine offene Ganztagsschule.

## Vereine

### Dorfgemeinschaft Fischenich
Die Dorfgemeinschaft in Fischenich von 1934 war die erste ihrer Art „in näherer und weiterer Umgebung“. Vorsitzender war der Bezirksvorsteher und Leiter der Theatergesellschaft Rheinperle, Georg Hammermann, der dies bis zum Kriegsende beziehungsweise bis zum Ende der Aktivitäten gegen Kriegsende blieb. Erst 1954 wurde die Dorfgemeinschaft wieder mit neuer Satzung aktiviert.

### Sportvereine

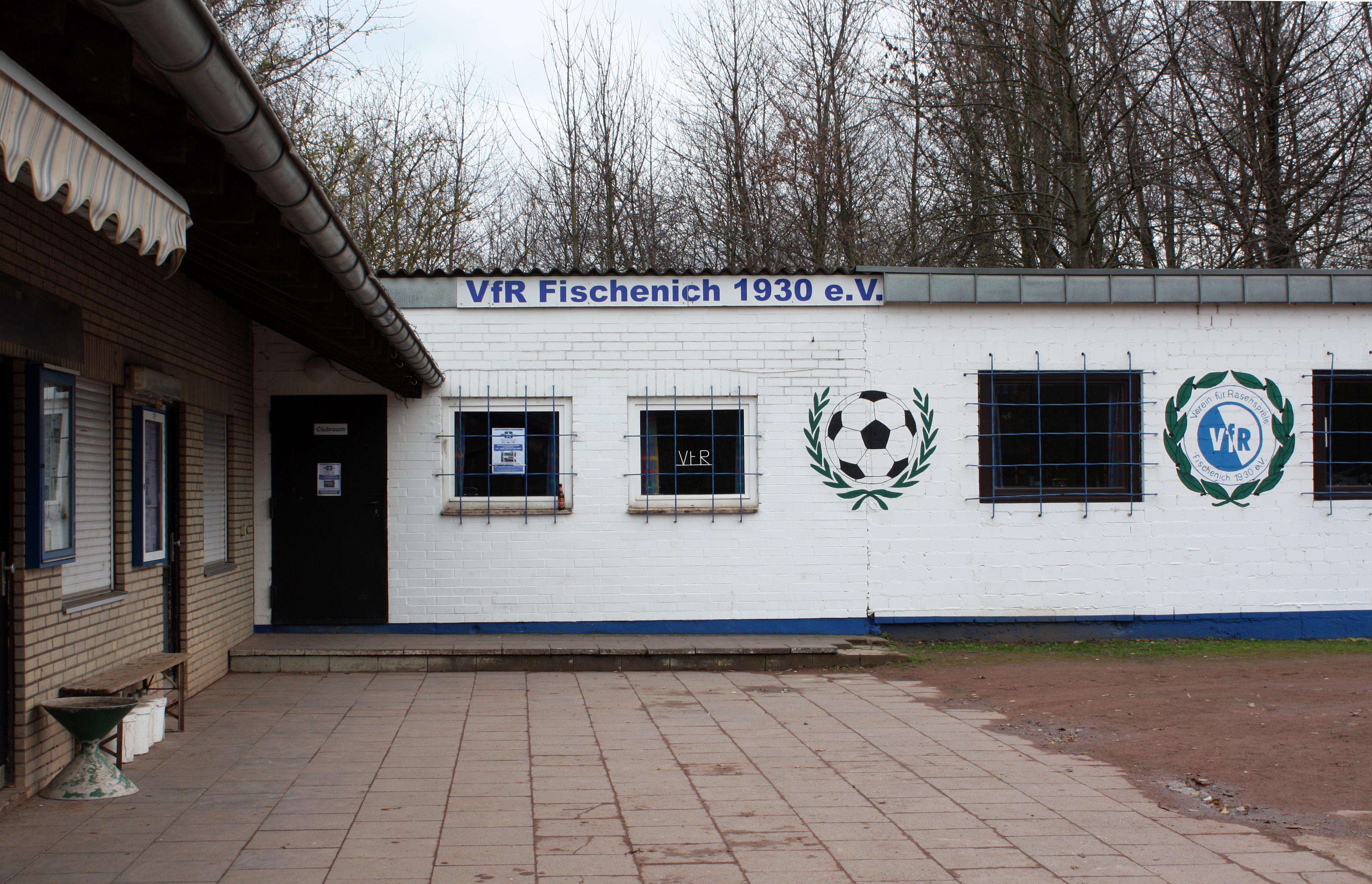
VfR-Fischenich Vereinshaus

- VfR Fischenich 1930 e. V.

Nach Angaben alteingesessener Fischenicher Bewohner war der jetzt als kleine Parkanlage mit Ehrenmal gestaltete Rosellenplatz der erste Sport- und Fußballplatz des Ortes. Der heutige Fußballplatz liegt am südwestlichen Orts- und Straßenende „Auf der Landau“, auf dem nach Ende des dortigen Braunkohletagebaus rekultivierten Gelände. Der von Stehplätzen umgebene Kunstrasenplatz verfügt über eine Flutlichtanlage.
- Turnverein Alpenglüh’n 1894 e. V.

### Musikvereine
- KG Blau - Weiß Fischenich von 1957 e. V.

### Andere Vereine
Seit 2007 existiert in Fischenich der Junggesellenverein Fischenich Anno 2007 e. V., oft als JGV abgekürzt. Dieser hat es sich zur Aufgabe gemacht, das Maibrauchtum im Dorf zu erhalten. Dazu gehört das jährliche Aufstellen eines „Dorfmaibaums“ und seit 2014 die Krönung eines Maipaares. 2015 fand das erste Junggesellenfest in Fischenich statt. Seit 2010 existiert in Fischenich die Prinzengarde 2010 (private Initiative, kein Verein), die in jedem Jahr im November eine Damen- und eine Herrensitzung ausrichtet. Seit 2017 existiert in Fischenich die Christlich ökumenischen Kirche Deutschland und International n. e. V., sowie der ihr zugehörige Souveräne Ritter- und Hospitalorden der Kreuzherren und Wächter des Heiligen Grabes zu Jerusalem mit dem doppelten roten Kreuz (OSMCSSH) mit Ihrer karitativen Arbeit und dem Seelsorgetelefon.

## Persönlichkeiten
- Franz Klemmer, * 1879 in Fischenich, † 7. August 1964 in Anzing, war ein deutscher Maler
- Michael und Ralf Schumacher wurden in Fischenich getauft.
- Robert Wilhelm Rosellen, * 30. November 1829 in Langenfeld-Richrath. Am 15. Januar 1862 kam er als Kaplan nach Fischenich. Er wirkte hier als Pfarrer von 1865 bis 1887. Er verstarb als Pfarrer von St. Maria in Lyskirchen in Köln am 13. März 1909. Nach ihm wurde der Rosellenplatz benannt.[45]
- Karl-Josef Assenmacher, * 30. Mai 1947, ist ein ehemaliger deutscher Bundesligaschiedsrichter und wohnte jahrelang in Fischenich.

## Verkehrsanbindung

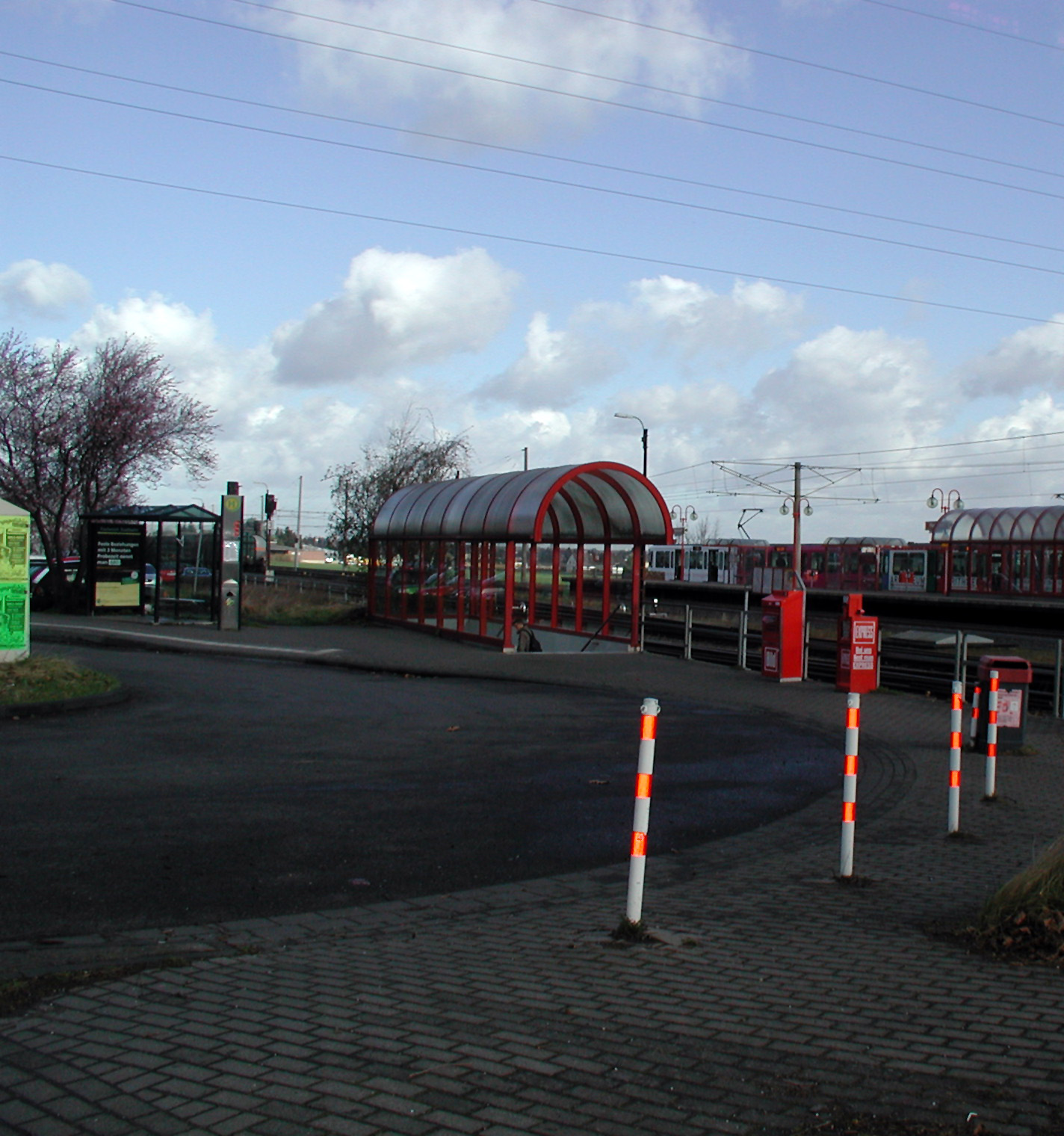
Stadtbahn und Busstation Bonnstraße

Die Stadtbahnstation Hürth-Fischenich liegt an der Trasse der Vorgebirgsbahn. Dort verkehrt die KVB-Linie 18, mit der man schnelle Verbindungen nach Köln und Bonn hat.
| Linie | Verlauf / Anmerkungen | Takt (Mo–Fr) |
| ----- | --- | --- |
| 18    | Thielenbruch – Dellbrück – Holweide – Buchheim – U Bf Mülheim – U Mülheim Wiener Platz – Zoo/Flora – U Reichenspergerplatz – U Ebertplatz – U Breslauer Platz/Hbf – U Dom/Hbf – U Appellhofplatz (Breite Straße) – U Neumarkt – Barbarossaplatz – Eifelwall – Klettenberg – Efferen – Hürth-Hermülheim – Fischenich – Brühl-Vochem – Brühl Mitte – Badorf – Schwadorf – Walberberg – Merten – Waldorf – Dersdorf – Bornheim – Roisdorf West – Alfter – Dransdorf – Bonn West – Bonn Hbf | 10 min (Thielenbruch–Buchheim) 5 min (Buchheim–Klettenberg) 10 min (Klettenberg–Schwadorf) 20 min (Schwadorf–Bonn) |

Innerhalb des Ortes bietet die Stadt den Bewohnern an Werktagen mit der Buslinie 720 (Kendenich – Hürth Mitte – Hermülheim und zurück) und der Buslinie 714 (Kalscheuren – Hermülheim – Hürth Mitte und zurück) 11 Haltestationen an. Start- und Endstation ist die Stadtbahnstation der Straßenbahnlinie 18 in Fischenich. Am nordwestlichen Rand des Ortes (Luxemburger Straße/Am dicken Stein), bietet die Buslinie 979 eine Verbindung zwischen den Orten Hürth-Hermülheim – Liblar – Lechenich – Erp und Zülpich. Die nächsten Bahnhöfe sind Kalscheuren, Brühl Mitte und Kierberg.